# Liste der Biografien/Leo
Liste der Biografien |
Portal Biografien |
Personensuche
# |
A |
B |
C |
D |
E |
F |
G |
H |
I |
J |
K |
L |
M |
N |
O |
P |
Q |
R |
S |
T |
U |
V |
W |
X |
Y |
Z |
?
 
La |
Lb |
Lc |
Le |
Lg |
Lh |
Li |
Lj |
Ll |
Lm |
Lo |
Lp |
Lt |
Lu |
Lv |
Lw |
Lx |
Ly |
Lz
 
Lea |
Leb |
Lec |
Led |
Lee |
Lef |
Leg |
Leh |
Lei |
Lej |
Lek |
Lel |
Lem |
Len |
Leo |
Lep |
Leq |
Ler |
Les |
Let |
Leu |
Lev |
Lew |
Lex |
Ley |
Lez
Die Liste der Biografien führt alle Personen auf, die in der deutschsprachigen Wikipedia einen Artikel haben. Dieses ist eine Teilliste mit 791 Einträgen von Personen, deren Namen mit den Buchstaben „Leo“ beginnt.

## Leo
- Leo, orthodoxer Metropolit der Kiewer Rus
- Leo (* 1990), südkoreanischer Sänger, Songwriter und Musical-Schauspieler
- Leo Africanus, arabischer Reisender und Geograph
- Leo de Laforgue (1902–1980), deutscher Filmregisseur, Drehbuchautor, Kameramann, Schnittleiter, Produzent und Produktionsleiter
- Leo der Große († 461), Papst (440–461)Leo der Große († 461)

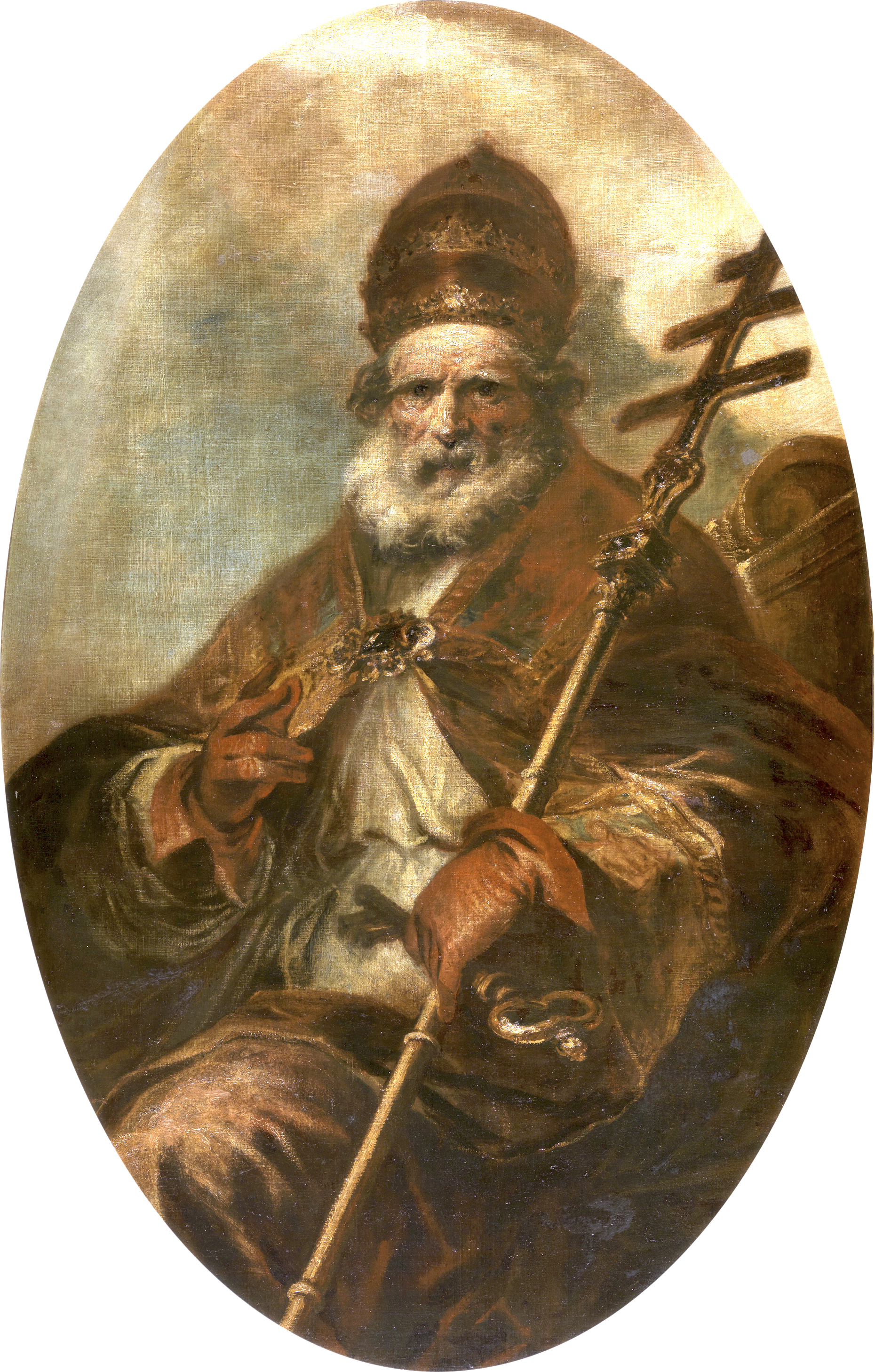
Leo der Große († 461)

- Leo I. († 1140), Fürst von Kleinarmenien
- Leo I. († 474), Kaiser des oströmischen Reiches
- Leo I. von Galizien, rurikidischer Fürst
- Leo I. von Ohrid († 1056), Erzbischof von Ohrid
- Leo II. († 683), Papst
- Leo II. († 1219), Fürst/König von Kleinarmenien
- Leo II. (467–474), Kaiser des oströmischen Reiches
- Leo II. Mung, Erzbischof von Ohrid
- Leo III. († 741), byzantinischer Kaiser
- Leo III. († 816), Papst (795–816)
- Leo IV. (750–780), byzantinischer Kaiser
- Leo IV. († 855), Papst (847–855)
- Leo IX. (1002–1054), Papst (1049–1054)Leo IX. (1002–1054)

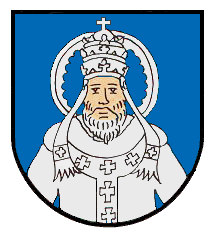
Leo IX. (1002–1054)

- Leo Marsicanus (1046–1115), Historiker, Kardinal
- Leo Thundorfer († 1277), Bischof in Regensburg
- Leo V., Papst
- Leo V. († 820), General und byzantinischer Kaiser
- Leo VI. (866–912), byzantinischer Kaiser (seit 886)
- Leo VI., Papst im Jahr 928
- Leo VII. († 939), Papst (936–939)
- Leo VIII. († 965), Papst (963–965)
- Leo von Admont († 1360), salzburgischer römisch-katholischer Geistlicher
- Leo von Erteneburg († 1324), Domherr zu Hamburg, Lübeck und Schwerin
- Leo von Neapel, Erzpriester
- Leo von Spaur, katholischer Bischof von Wien
- Leo von Vercelli († 1026), Bischof der oberitalienischen Stadt Vercelli
- Leo X. (1475–1521), Papst (1513–1521)
- Leo XI. (1535–1605), Papst
- Leo XII. (1760–1829), Papst (1823–1829)
- Leo XIII. (1810–1903), italienischer Geistlicher, 256. Papst, Bischof von Rom
- Leo XIV. (* 1955), US-amerikanisch-peruanischer Ordensgeistlicher und Kurienkardinal der römisch-katholischen Kirche, 267. Papst der römisch-katholischen KircheLeo XIV. (* 1955)

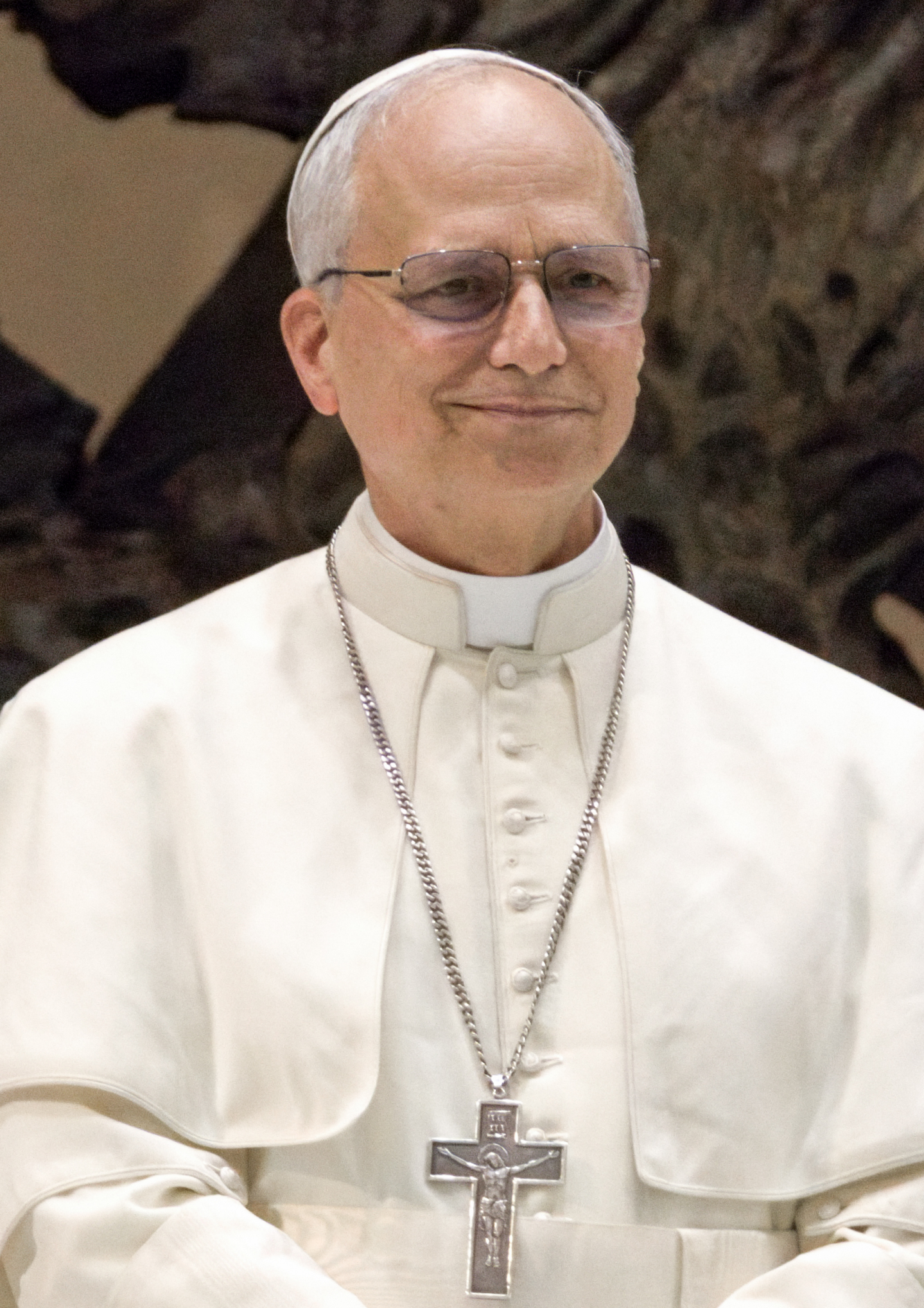
Leo XIV. (* 1955)

- Leo, Alan (1860–1917), englischer Autor, Theosoph und Astrologe
- Léo, André (1824–1900), französische Schriftstellerin, Journalistin und Feministin
- Leo, Ann-Kristin (* 1978), deutsche Schauspielerin
- Leo, Annette (* 1948), deutsche Historikerin, Biografin und Herausgeberin
- Leo, Anthony, kanadischer Filmproduzent
- Leo, August (1861–1946), deutscher Politiker (DNVP)
- Léo, Auguste (1793–1859), deutsch-französischer Bankier und Kunstmäzen
- Leo, Benjamin Leo (* 1973), deutscher Antiquitätenhändler
- Leo, Carl (1902–1969), deutscher Jurist und Politiker (DDP), MdHB
- Leo, Carl Ludwig (1828–1899), deutscher Jurist und Hamburger Senatssyndikus
- Leo, Cécile (1858–1928), deutsche Scherenschnittkünstlerin
- Leo, Chase De (* 1995), US-amerikanischer Eishockeyspieler
- Leo, Daniel, US-amerikanischer Mafioso
- Leo, Detmar (1944–2009), deutscher Politiker (SPD), Mitglied der Bremer Bürgerschaft
- Leo, Eduard (* 1818), deutscher Rittergutsbesitzer und Politiker
- Leo, Emil (1894–1974), deutscher Architekt, Stadtplaner und Hochschullehrer
- Leo, Federico (* 1988), italienischer Rennfahrer
- Leo, Frank (* 1971), kanadischer Geistlicher, römisch-katholischer Erzbischof von Toronto und Kardinal
- Leo, Friedrich (1851–1914), deutscher Klassischer Philologe
- Leo, Gerda (1909–1993), deutsche Fotografin
- Leo, Gerhard (1923–2009), deutscher Journalist, Mitglied der RésistanceGerhard Leo (1923–2009)

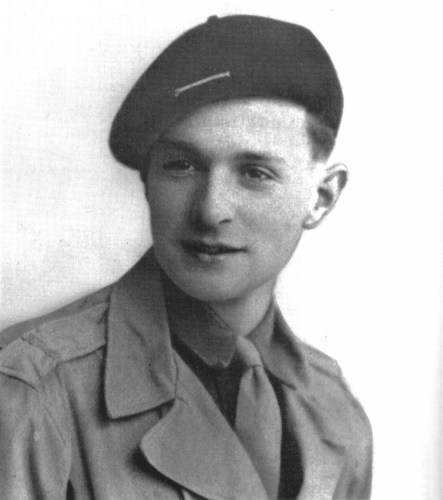
Gerhard Leo (1923–2009)

- Leo, Giuseppe (* 1995), deutsch-italienischer Fußballspieler
- Leo, Gottlieb (1786–1837), Jurist am Stadt- und Kreisgerichtdeutscher und Bürgermeister von Aschaffenburg
- Leo, Gustav (1868–1944), deutscher Bauingenieur und hamburgischer Baubeamter
- Leo, Gustav Adolf Ferdinand Heinrich (1779–1840), preußischer Beamter
- Leo, Hans (1854–1927), deutscher Mediziner und Pharmakologe
- Leo, Hans (1890–1963), deutscher Rechtsanwalt und Notar
- Leo, Hartog, deutscher Chasan (Kantor) und Sekretär der jüdischen Gemeinde in Berlin
- Leo, Heinrich (1799–1878), deutscher Historiker und preußischer Politiker
- Leo, Henricus (1575–1648), reformierter Theologe
- Leo, Hermann (1839–1903), deutscher Priester und Autor
- Leo, Johann Hermann Franz Kasimir (1794–1869), preußischer Generalmajor
- Leo, Johannes (1572–1635), deutscher Domherr und Verfasser der „Historia Prussiae“
- Leo, Juliusz (1861–1918), Stadtpräsident von Krakau
- Leo, Karl (* 1960), deutscher Physiker
- Leo, Karl Josef († 1851), deutscher Verwaltungsbeamter
- Leo, Leonardo († 1744), italienischer Komponist des BarockLeonardo Leo († 1744)

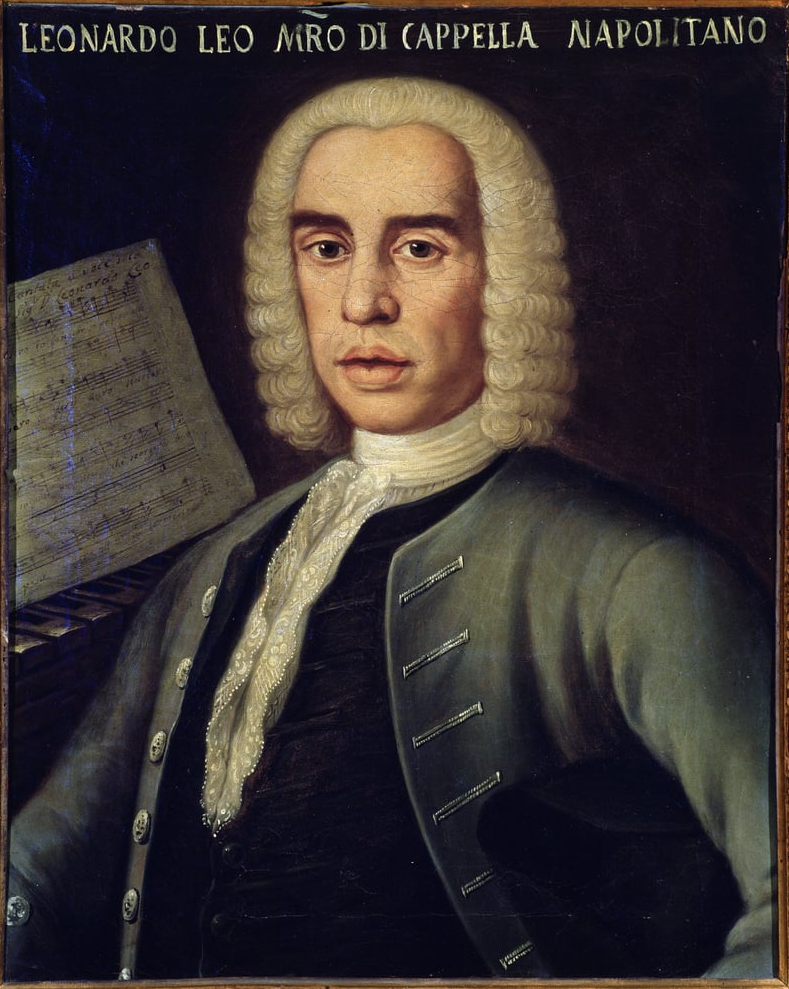
Leonardo Leo († 1744)

- Leo, Ludwig († 1915), deutscher Reeder und Kommunalpolitiker
- Leo, Ludwig (1924–2012), deutscher Architekt
- Leo, Ludwig Friedrich (1814–1892), deutscher Mediziner
- Leo, Maria (1873–1942), deutsche Pianistin und Musikpädagogin
- Leo, Martin (1863–1932), deutscher Jurist
- Leo, Max (1941–2012), deutscher Rennrodler
- Leo, Maxim (* 1970), deutscher Autor
- Leo, Melissa (* 1960), US-amerikanische SchauspielerinMelissa Leo (* 1960)
- Leo, Mohen, Spezialeffektkünstler

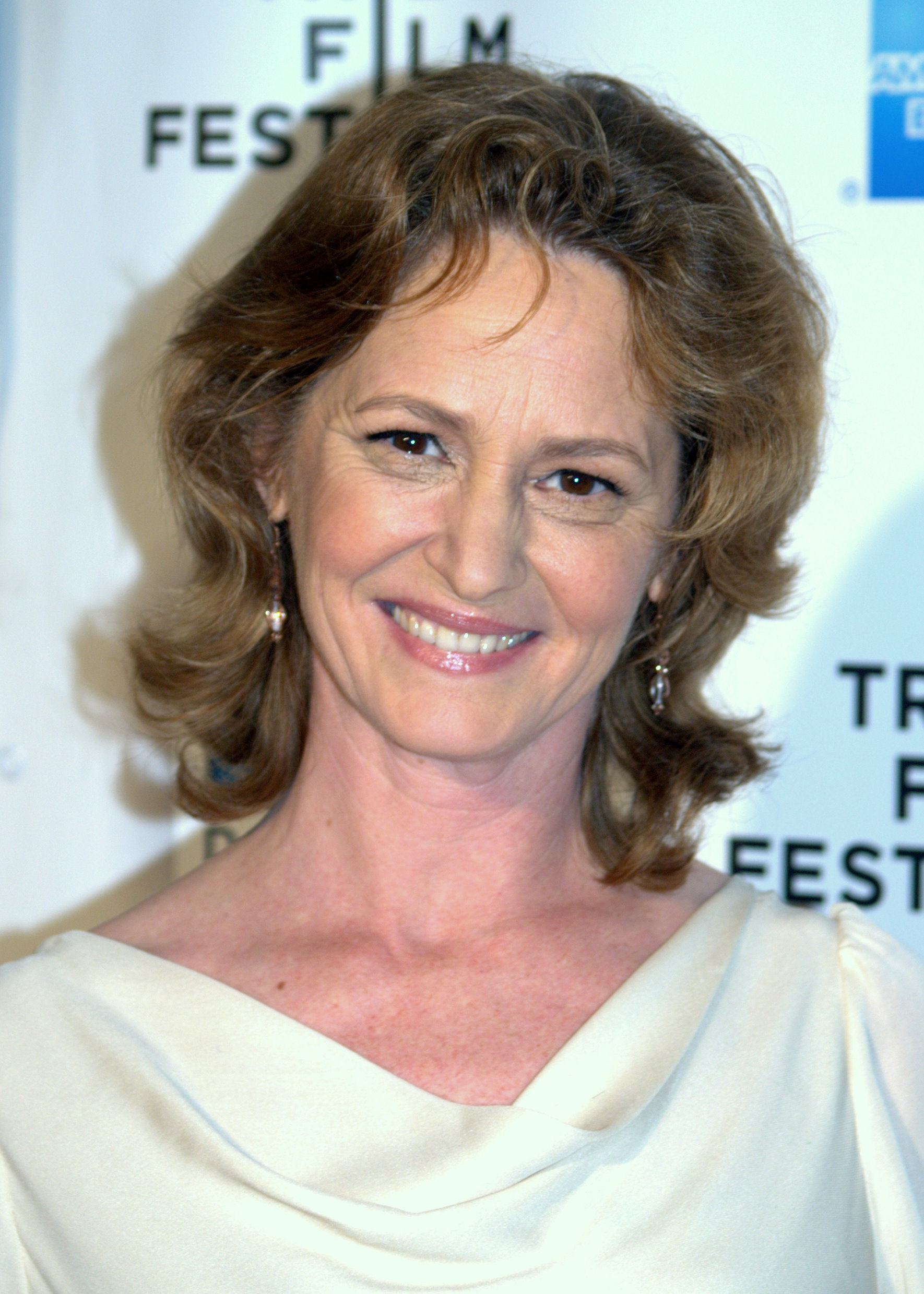
Melissa Leo (* 1960)

- Leo, Naëmi (* 1985), deutsche Physikerin
- Leo, Otto (1793–1865), preußischer Generalleutnant
- Leo, Paul (1893–1958), deutscher evangelischer Theologe und Geistlicher
- Leo, Per (* 1972), deutscher Schriftsteller
- Leo, Rudolf (* 1962), österreichischer Historiker
- Leo, Solveig (* 1943), deutsche LPG-Vorsitzende, Ortsbürgermeisterin von Banzkow
- Leo, Susan (* 1962), australische Tennisspielerin
- Leo, Ulrich (1890–1964), deutscher Romanist, Italianist, Hispanist und Literaturwissenschaftler
- Leo, Wilhelm (1886–1945), deutscher Rechtsanwalt und Mitglied des Nationalkomitee Freies Deutschland für den Westen (CALPO)

### Leob
- Leobard von Maursmünster, wahrscheinlich Gründer und erster Abt des Klosters Marmoutier
- Leobinus von Chartres († 557), Abt, Bischof von Chartres, Heiliger

### Leoc
- Leocadia, spanische Heilige
- Leochares, griechischer Bildhauer

### Leod
- Leodegar von Autun, fränkischer Bischof und MärtyrerLeodegar von Autun

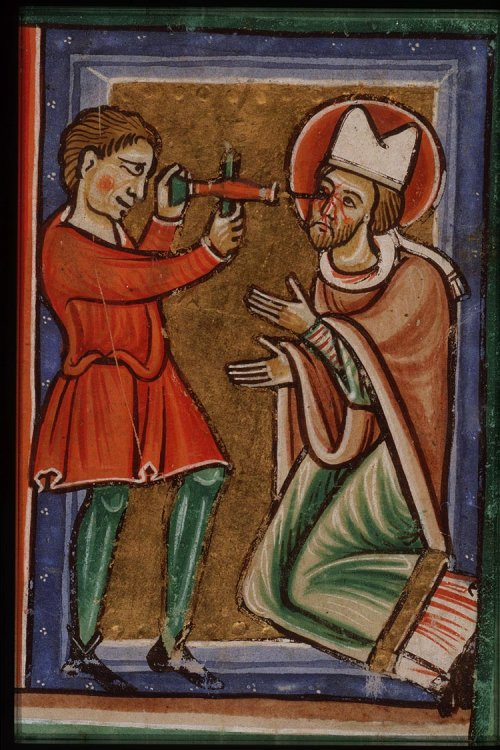
Leodegar von Autun

- Leodegar von Lechsgmünd und Graisbach († 1074), römisch-katholischer Geistlicher
- Léodepart, Macée de († 1453), französische Ehefrau des Kaufmanns und Finanziers Jacques Coeur
- Leodo, Charles (* 1953), togoischer Radrennfahrer
- Leodobodus, germanischer Schnitzer und vielleicht Kleriker
- Leodolter, Alois (* 1931), österreichischer Nordischer Kombinierer und Skispringer
- Leodolter, Ingrid (1919–1986), österreichische Politikerin (SPÖ) und Gesundheitsministerin (1971–1979)
- Leodolter, Otto (1936–2020), österreichischer Skispringer
- Leodolter, Sepp (* 1943), österreichischer Gynäkologe und Wissenschaftler

### Leof
- Leofdag, erster Bischof von Ribe 948
- Leofric von Mercia († 1057), Earl of Mercia
- Leofwine, Ealdorman der Hwicce, Earl of Mercia

### Leoh
- Leohold, Jürgen (* 1954), deutscher Elektroingenieur und Leiter der AutoUni in Wolfsburg

### Leok
- Leokadia, Pia (* 1989), deutsche Schauspielerin

### Leon
- Leon, spartanischer König
- Leon, byzantinischer General, der 801/802 als Thronprätendent auftrat
- Leon († 406 v. Chr.), athenischer Feldherr
- Leon (* 1969), deutscher Schlagersänger
- Léon (* 1993), schwedische Sängerin und Songwriterin
- León Alvarado, Lorenzo (1928–2020), peruanischer Ordensgeistlicher, römisch-katholischer Bischof von Huacho
- Leon Anemas, byzantinischer Rebell gegen Kaiser Alexios I.
- León Bello y Delgado, María de (1643–1731), dominikanische Mystikerin
- León Carpio, Ramiro de (1942–2002), guatemaltekischer Präsident, lateinamerikanischer Jurist und Politiker
- Leon Chamaretos, byzantinischer Magnat auf der Peloponnes, Rebell gegen Kaiser Alexios III.
- León de Aranoa, Fernando (* 1968), spanischer Filmregisseur und Drehbuchautor
- León de la Barra, Francisco (1863–1939), mexikanischer Politiker
- Léon de Saint-Jean (1600–1671), französischer Karmelit, Theologe, Hofprediger und Romanist
- Leon der Mathematiker, byzantinischer Mathematiker und Philosoph
- Leon Diabatenos, Dux von Edessa und Rebell gegen den byzantinischen Kaiser Michael VII.
- Leon Diakonos, byzantinischer Geschichtsschreiber
- Leon Diogenes (1069–1086), byzantinischer Prinz und Mitkaiser unter Romanos IV.
- León Domínguez, Ezequiel de (1926–2008), spanischer Bildhauer und Restaurator
- Leon Gabalas, byzantinischer Kaisar, Separatist auf Rhodos
- León Goyri, María Teresa (1903–1988), spanische Schriftstellerin, Verlegerin, Theaterdirektorin und Mitglied der Autorengruppe Generación del 27
- Leon Grammatikos, byzantinischer Chronist
- Leon Guerrero, Lou (* 1950), US-amerikanische PolitikerinLou Leon Guerrero (* 1950)

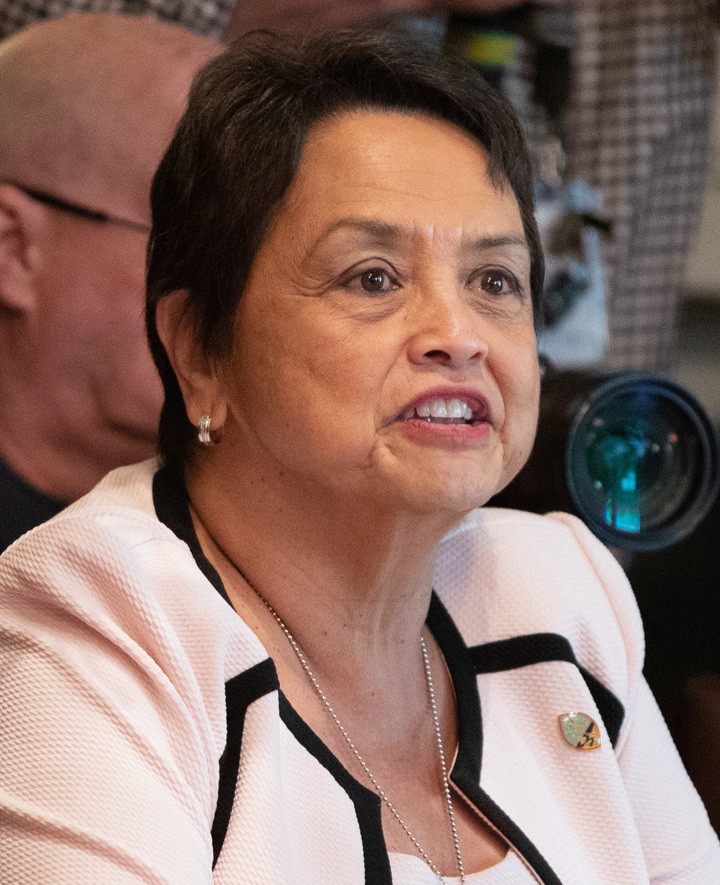
Lou Leon Guerrero (* 1950)

- León Hoyos, Manuel (* 1989), mexikanischer Schachspieler
- Leon III. († 1289), König von Kleinarmenien (1270–1289)
- Leon IV. (1289–1307), König von Kleinarmenien
- Leon Lampros, byzantinischer Strategos von Melitene, Verschwörer gegen Kaiser Konstantin IX.
- Leon Melissenos, angeblicher byzantinischer Sebastokrator
- León Muñoz, Teodoro (* 1964), spanischer römisch-katholischer Geistlicher, Weihbischof in Sevilla
- León Ortega, Antonio (1907–1991), spanischer Bildhauer
- Leon Phokas, byzantinischer Rebell, Sohn des Gegenkaisers Bardas Phokas
- Leon Phokas der Ältere, byzantinischer Feldherr und Usurpator
- Leon Phokas der Jüngere, byzantinischer Feldherr
- Leon Sgouros († 1208), Archon von Nauplia, Herrscher von Korinth und Argos
- Leon Skleros, byzantinischer Feldherr
- Leon Tornikes, byzantinischer Patrikios, Usurpator gegen Kaiser Konstantin IX.
- Leon V. (1309–1341), König von Kleinarmenien
- Leon VI. (1342–1393), letzter König von Kleinarmenien
- León Villegas, Braulio Rafael (1943–2024), mexikanischer Geistlicher, römisch-katholischer Bischof von Ciudad Guzmán
- Leon von Byzanz, griechischer Politiker und Philosoph
- Leon von Tripolis, griechischer Renegat und Pirat
- Léon, Abraham (1918–1944), jüdischer Kommunist
- Leon, Adriana (* 1992), kanadische Fußballspielerin
- Leon, Ana Lucia de (* 1991), guatemaltekische Badmintonspielerin
- León, Andrea de (* 1997), mexikanische Handballspielerin
- León, Ángel (1907–1979), spanischer Sportschütze
- León, Ángel Antonio († 1996), mexikanischer Fußballtorwart
- León, Antonio, Fußballspieler
- León, Argeliers (1918–1991), kubanischer Musikwissenschaftler, -pädagoge, Folklorist und Komponist
- Leon, Awir (* 1987), französischer Musiker und Tänzer
- Leon, Béla Can (* 1998), deutsch-türkischer Schauspieler
- Leon, Carlos (* 1966), kubanischer Schauspieler und Personaltrainer
- Leon, Christoph (1939–2017), österreichischer Klassischer Archäologe und Kunsthändler
- León, Constantino (* 1974), peruanischer Langstreckenläufer
- León, Cristóbal (* 1980), chilenischer Filmemacher
- Leon, David (* 1980), britischer Schauspieler und Regisseur
- León, Desilú, peruanische Rechtsanwältin und Politikerin
- León, Diego (* 1984), spanischer Fußballspieler
- Leon, Dolly de, philippinische SchauspielerinDolly de Leon

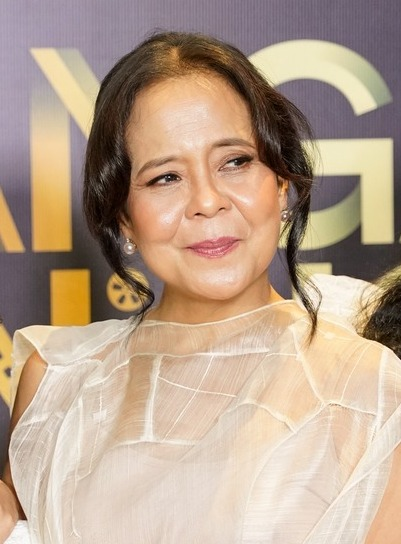
Dolly de Leon

- Leon, Dominik de (* 1976), deutscher Musikproduzent und DJ (DuMonde)
- Leon, Donna (* 1942), US-amerikanisch-schweizerische Krimi-SchriftstellerinDonna Leon (* 1942)

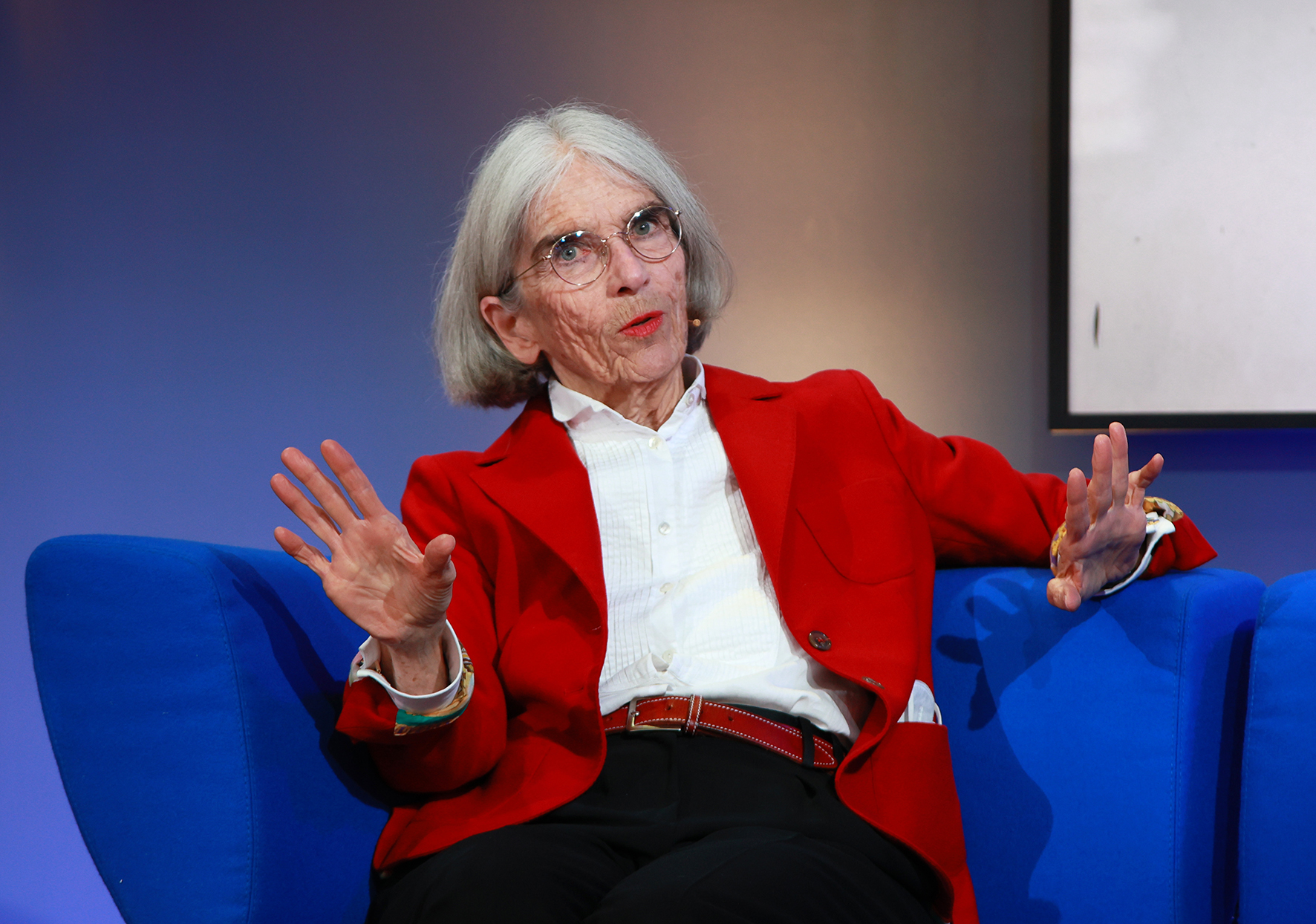
Donna Leon (* 1942)

- Léon, Donovan (* 1992), französisch-guyanischer Fußballspieler
- León, Eugenia (* 1956), mexikanische Sängerin und Schauspielerin
- León, Fernando (* 1966), spanischer Segler
- León, Francisco de, salvadorianischer Straßenradrennfahrer
- Leon, Franco (* 1962), deutscher Sänger
- Leon, Friedrich Vinzenz (1836–1898), österreichischer Buchdrucker und Verlagsbuchhändler
- León, Gabriel de (* 1993), uruguayischer Fußballspieler
- Leon, Gabriela (* 1999), US-amerikanische Stabhochspringerin
- Léon, Genaro (* 1960), mexikanischer Boxer
- León, Glenda (* 1976), kubanische Künstlerin
- Leon, Gottlieb (1757–1830), österreichischer Schriftsteller und Bibliothekar
- Leon, Gustav von (1839–1898), österreichischer Kaufmann und Reichsratsabgeordneter
- León, Gustavo (* 1950), uruguayischer Fußballspieler
- Leon, Herbert (1850–1926), britischer Unternehmer und Politiker
- León, Hernando (* 1933), chilenischer Künstler
- Léon, Hilde (* 1953), deutsche Architektin und Hochschullehrerin
- León, Hugo de (* 1958), uruguayischer Fußballspieler
- Leon, Jacob Judah (1602–1675), jüdischer Gelehrter, Rabbiner und Urheber eines Tempelmodells
- León, Jaime (* 1961), mexikanischer Fußballspieler
- Leon, Johann († 1597), lutherischer Pfarrer und Kirchenliedautor
- Leon, Johann Barthlmä (1802–1879), österreichischer Buchdrucker und Verlagsbuchhändler
- León, Jorge de (* 1970), spanischer Opernsänger der Stimmlage Tenor
- León, Julia (* 1945), spanische Sängerin
- León, Julio César (1925–2025), venezolanischer Radrennfahrer
- León, Julio César de (* 1979), honduranischer Fußballspieler
- Leon, Justin (* 1995), US-amerikanischer Basketballspieler
- Léon, Léonie (1838–1906), Französin und Geliebte Léon Gambettas
- León, Loles (* 1950), spanische Schauspielerin
- León, Luis de (1527–1591), spanischer Poet, Humanist und Übersetzer
- León, Luis Heber De (* 1965), uruguayischer General der Luftstreitkräfte
- León, Maicol (* 2003), chilenischer Fußballspieler
- León, Mapi (* 1995), spanische FußballspielerinMapi León (* 1995)

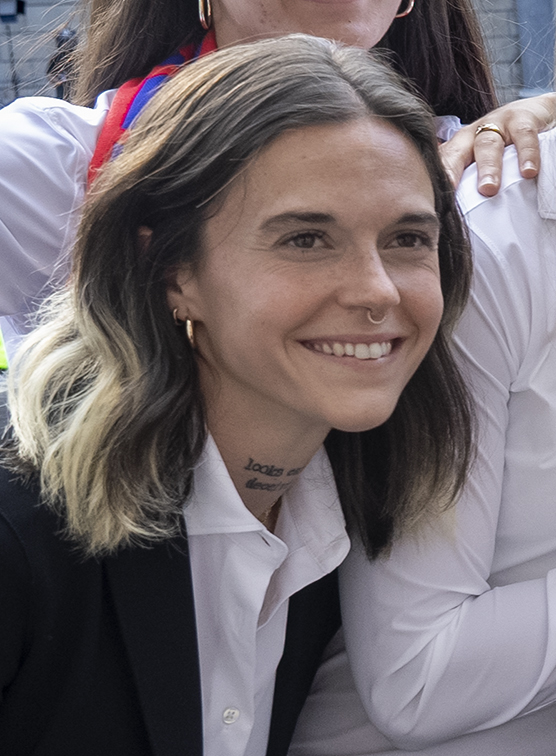
Mapi León (* 1995)

- Léon, Marco (* 1962), kolumbianischer Radrennfahrer
- León, María (* 1984), spanische Schauspielerin
- Léon, Marylise (* 1976), französische Gewerkschafterin
- Leon, Maurits (1838–1865), niederländischer Historien- und Genremaler
- León, Mirian (* 1986), salvadorianische Fußballschiedsrichterin
- Léon, Mischa (1889–1926), dänischer Opernsänger (Tenor)
- León, Nicolás (1859–1929), mexikanischer Mediziner, Archäologe, Anthropologie und Ethnologe
- León, Paco (* 1974), spanischer Schauspieler, Regisseur, Drehbuchautor und Produzent
- Léon, Paul (1893–1942), polnisch-französischer Soziologe und Sekretär von James Joyce
- León, Pedro Pablo (1943–2020), peruanischer Fußballspieler
- Léon, Pierre (1914–1976), französischer Historiker
- León, Pilín (* 1963), venezolanisches Model und Miss World 1981
- León, Ricardo de (1923–2010), uruguayischer Fußballspieler und -trainer
- Leon, Rita (1874–1909), deutsche Schauspielerin
- Leon, Robin (* 1997), deutsch-französischer Schlagersänger
- León, Rosa (* 1951), spanische Sängerin und Politikerin
- Leon, Rose Agatha (1913–1999), jamaikanische Politikerin (JLP und PNP)
- Leon, Ruben Sanchez (* 1973), mexikanischer Boxer im Fliegengewicht
- León, Sabastiani (* 1992), mexikanisch-US-amerikanische Tennisspielerin
- León, Sergio (* 1989), spanischer Fußballspieler
- Léon, Susana Fankhauser-Pérez de (* 1947), schweizerisch-mexikanische Psychologin
- León, Tania (* 1943), US-amerikanische Komponistin, Dirigentin und Musikpädagogin kubanischer Herkunft
- León, Tomás (1826–1893), mexikanischer Komponist und Pianist
- Leon, Tony (* 1956), südafrikanischer Politiker
- Leon, Valerie (* 1943), englische Schauspielerin
- Léon, Victor (1858–1940), österreichischer Librettist, Textdichter und Autor
- León, Wilfredo (* 1993), kubanisch-polnischer VolleyballspielerWilfredo León (* 1993)

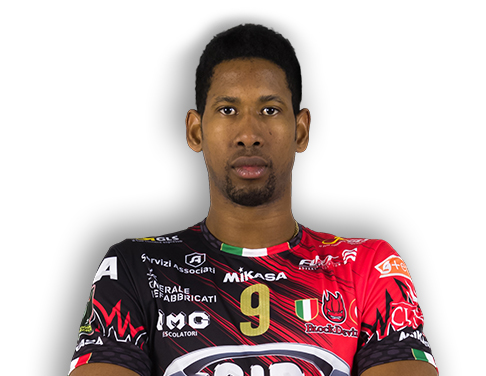
Wilfredo León (* 1993)

- León, Yankiel (* 1982), kubanischer Boxer
- Leon-Pernet, Line (* 1961), Schweizer Diplomatin
- León-Portilla, Miguel (1926–2019), mexikanischer Historiker, Anthropologe und Philosoph

#### Leona
- Leonard (* 1964), Schweizer Schlagersänger und ModeratorLeonard (* 1964)

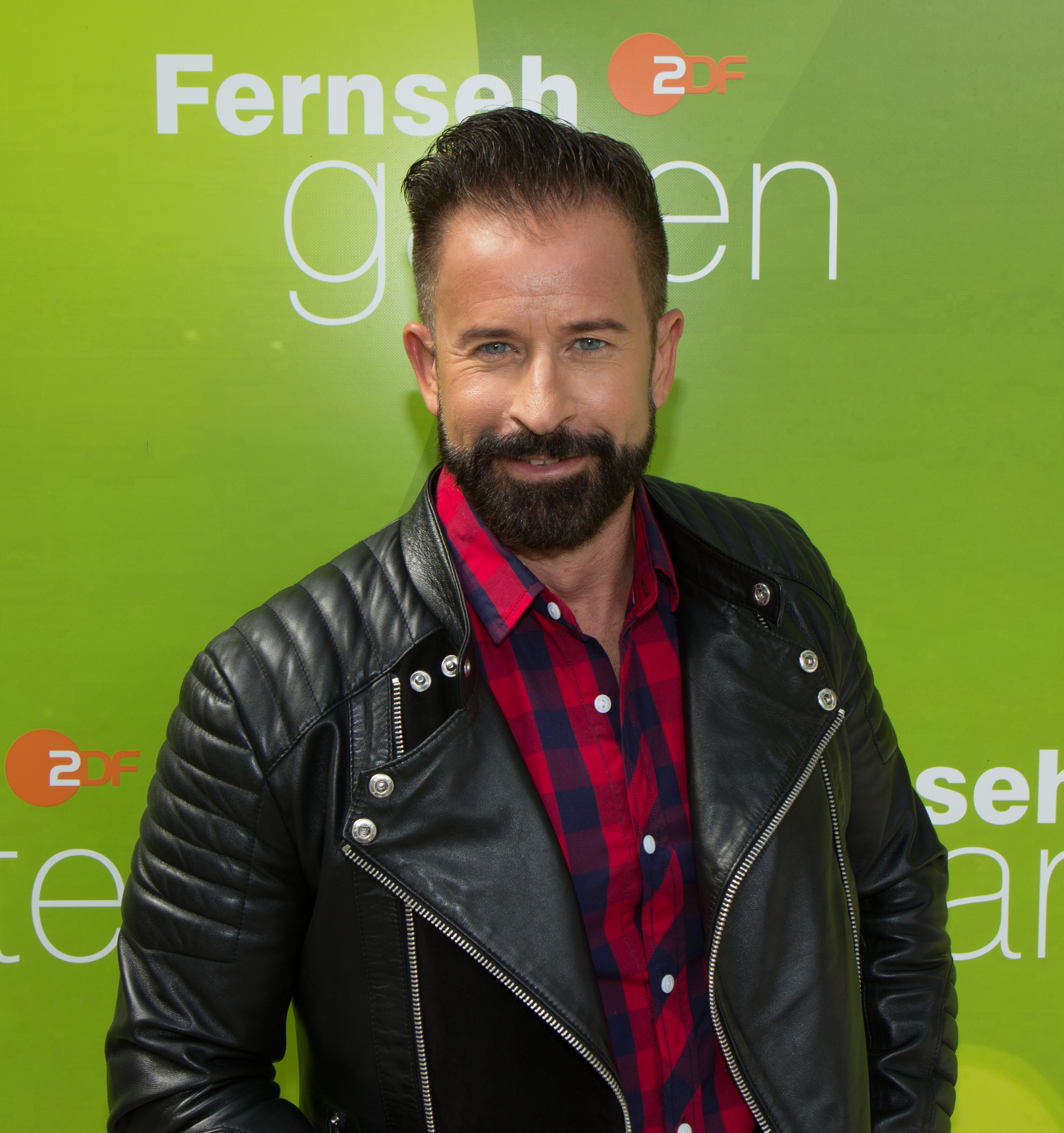
Leonard (* 1964)

- Leonard, Ada (1915–1997), US-amerikanische Bandleaderin
- Léonard, Agathon (1841–1923), französischer Bildhauer
- Léonard, André-Joseph (* 1940), belgischer Geistlicher, emeritierter Erzbischof von Mecheln-Brüssel
- Leonard, Annie (* 1964), US-amerikanische Kritikerin
- Leonard, Axel (* 1964), deutscher Jurist und Richter am Bundesfinanzhof
- Leonard, Benny (1896–1947), US-amerikanischer Boxer
- Leonard, Brendon (* 1985), neuseeländischer Rugby-Union-Spieler
- Leonard, Brett (* 1959), US-amerikanischer Regisseur, Drehbuchautor
- Leonard, Cesy (* 1982), deutsche Künstlerin und Filmemacherin
- Leonard, Charles (1913–2006), US-amerikanischer Soldat und Moderner Fünfkämpfer
- Léonard, Christophe (* 1971), französischer Politiker, Mitglied der Nationalversammlung
- Leonard, Clifford S. Jr. (1928–1999), US-amerikanischer Romanist und Sprachwissenschaftler
- Leonard, David, US-amerikanischer Filmeditor
- Leonard, Deke (1944–2017), walisischer Rockmusiker und Autor
- Leonard, Dennis, Tontechniker
- Leonard, Edgar (1881–1948), US-amerikanischer Tennisspieler
- Leonard, Elmore (1925–2013), US-amerikanischer SchriftstellerElmore Leonard (1925–2013)

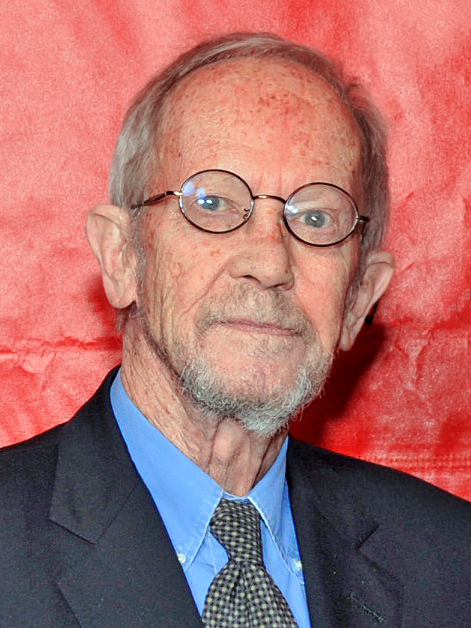
Elmore Leonard (1925–2013)

- Leonard, Emma (* 1984), australische Schauspielerin und Sprecherin
- Leonard, Fred Churchill (1856–1921), US-amerikanischer Politiker
- Leonard, Friedrich (1884–1958), deutscher Klassischer Archäologe und Gymnasiallehrer
- Léonard, Gaston, französischer Jazzmusiker (Schlagzeug)
- Leonard, George (1729–1819), US-amerikanischer Jurist und Politiker
- Leonard, Gerry, irischer Studiogitarrist
- Leonard, Gloria (1940–2014), US-amerikanische Pornodarstellerin
- Leonard, Graham (1921–2010), britischer Geistlicher, Bischof von London
- Leonard, Gregory J. (* 1963), US-amerikanischer Geologe und Asteroidenentdecker
- Leonard, Harlan (1905–1983), US-amerikanischer Jazz-Klarinettist, Saxophonist und Bandleader des Swing
- Leonard, Harry M. (1900–1985), US-amerikanischer Tonmeister
- Leonard, Harvey (* 1924), US-amerikanischer Jazzpianist
- Léonard, Henri (1869–1953), französischer römisch-katholischer Ordensgeistlicher und Apostolischer Vikar von Tabora
- Leonard, Herman (1923–2010), US-amerikanischer Jazz-Fotograf
- Léonard, Hubert (1819–1890), belgischer Violinist und Komponist
- Leonard, Hugh (1926–2009), irischer Dramatiker und Autor
- Leonard, Irving A. (1896–1996), US-amerikanischer Historiker, Romanist und Hispanist
- Leonard, Jack (1913–1988), US-amerikanischer Sänger
- Leonard, Jason (* 1968), englischer Rugby-Union-Spieler
- Léonard, Jean (1815–1895), französischer Geistlicher, Zisterzienser und Abt
- Leonard, Jimmy (1927–2022), irischer Politiker
- Leonard, Joe (1932–2017), US-amerikanischer Rennfahrer
- Leonard, John (1829–1908), britischer römisch-katholischer Geistlicher und Bischof
- Leonard, John (1871–1944), kanadischer Curler
- Leonard, John (* 1998), US-amerikanischer Eishockeyspieler
- Leonard, John E. (1845–1878), US-amerikanischer Politiker
- Leonard, John W. (1890–1974), US-amerikanischer Militär, General der US Army
- Leonard, John, Baron Leonard (1909–1983), britischer Politiker
- Léonard, Johny (* 1941), luxemburgischer Fußballspieler
- Leonard, Joshua (* 1975), US-amerikanischer Schauspieler und Regisseur
- Leonard, Justin (* 1972), US-amerikanischer Golfer
- Leonard, Kawhi (* 1991), US-amerikanischer Basketballspieler
- Leonard, Kris (1996–2016), britischer Rockmusiker
- Leonard, Lotte (1884–1976), deutsche Konzertsängerin (Sopran) und Gesangspädagogin
- Leonard, Lydia (* 1981), britische SchauspielerinLydia Leonard (* 1981)

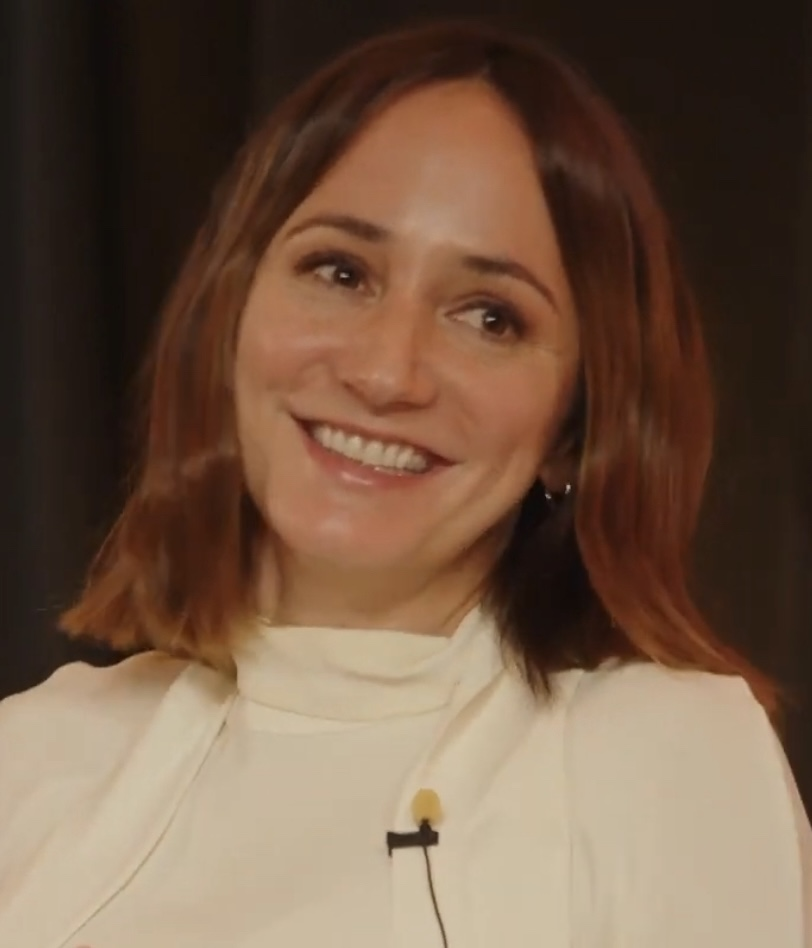
Lydia Leonard (* 1981)

- Léonard, Manon (* 2001), französische Tennisspielerin
- Leonard, Margot (1927–2014), deutsche Schauspielerin und Synchronsprecherin
- Leonard, Marion (1881–1956), US-amerikanische Schauspielerin, Regisseurin, Produzentin und Drehbuchautorin
- Leonard, Mary Beth (* 1962), US-amerikanische Diplomatin
- Leonard, Meyers (* 1992), US-amerikanischer Basketballspieler
- Leonard, Michael (* 2004), kanadischer Radrennfahrer
- Leonard, Michelle (* 1973), deutsche Sängerin, Songwriterin und Vocalcoach
- Leonard, Moses G. (1809–1899), US-amerikanischer Jurist und Politiker
- Leonard, Neil (1927–2012), US-amerikanischer Jazzautor und Hochschullehrer
- Leonard, Neil (* 1959), US-amerikanischer Klangkünstler, Saxophonist und Komponist
- Leonard, Nelson J. (1916–2006), US-amerikanischer Chemiker
- Léonard, Nicolas-Germain (1744–1793), französischer Dichter und Romanautor des 18
- Leonard, Patrick (* 1956), US-amerikanischer Songwriter, Keyboarder und Musikproduzent
- Leonard, Patrick (* 1988), britischer Pokerspieler
- Leonard, Paul (* 1943), US-amerikanischer Politiker
- Léonard, Philippe (* 1974), belgischer Fußballspieler
- Léonard, René (1889–1965), französischer Autorennfahrer
- Leonard, Robert Sean (* 1969), US-amerikanischer SchauspielerRobert Sean Leonard (* 1969)

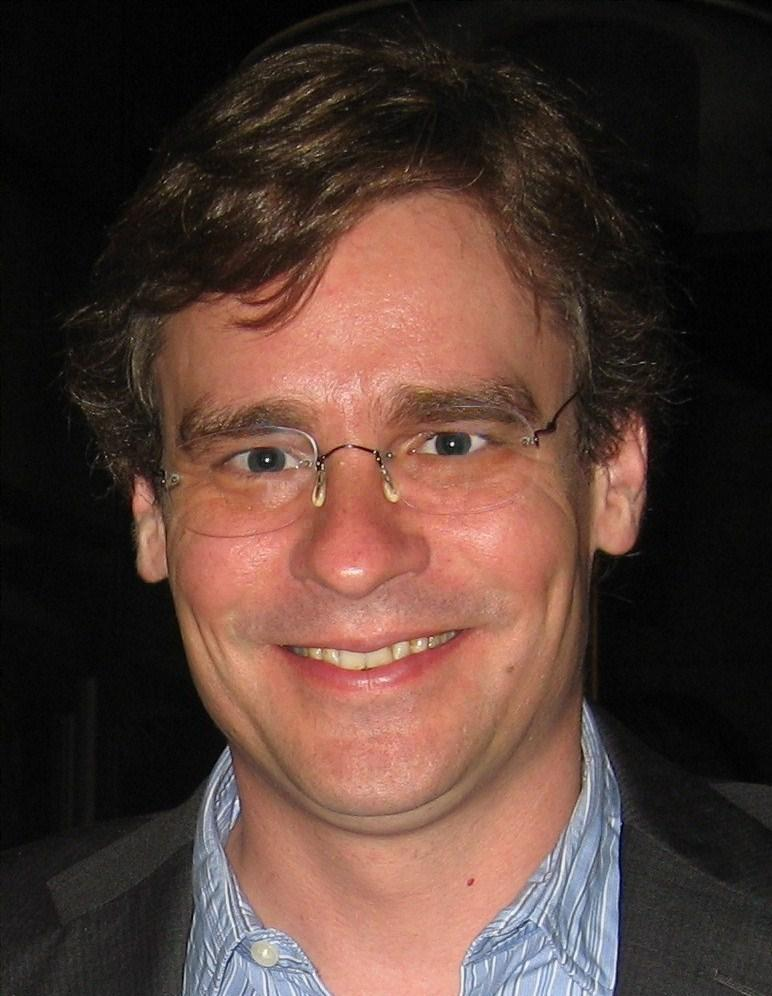
Robert Sean Leonard (* 1969)

- Leonard, Robert Z. (1889–1968), US-amerikanischer Filmregisseur
- Léonard, Roger (1898–1987), französischer Jurist, Verwaltungsbeamter, Präfekt und Generalgouverneur
- Leonard, Rory (* 2001), britischer Langstreckenläufer
- Leonard, Samuel L. (1905–2007), US-amerikanischer Zoologe
- Leonard, Shaquille (* 1995), US-amerikanischer Footballspieler
- Leonard, Sheldon (1907–1997), US-amerikanischer Schauspieler und Produzent
- Leonard, Silvio (* 1955), kubanischer Sprinter
- Leonard, Stephane (* 1979), deutscher Künstler
- Leonard, Stephen B. (1793–1876), US-amerikanischer Politiker
- Leonard, Sugar Ray (* 1956), US-amerikanischer BoxerSugar Ray Leonard (* 1956)

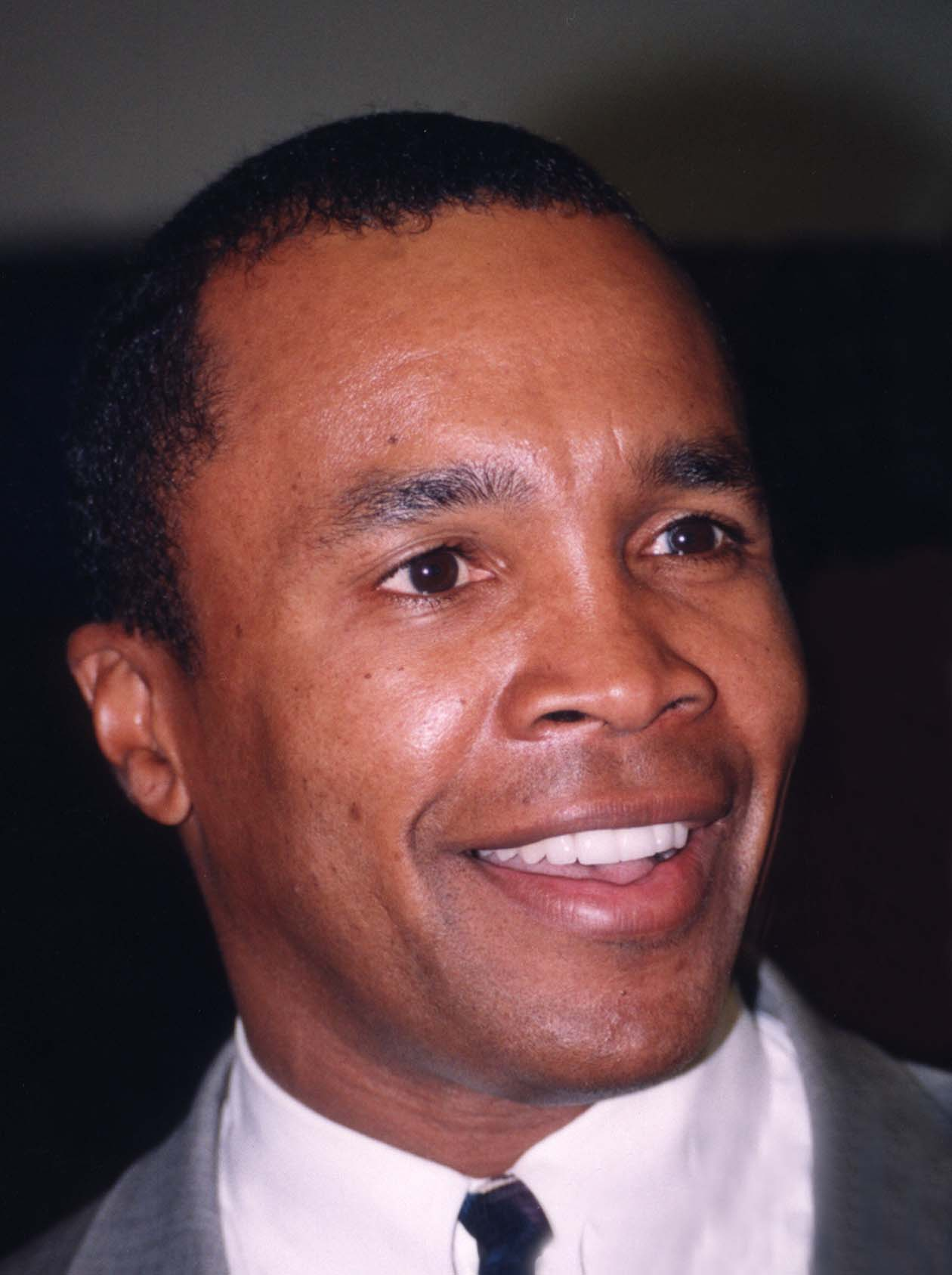
Sugar Ray Leonard (* 1956)

- Leonard, Tom (1924–2004), irischer Politiker
- Leonard, William Ellery (1876–1944), amerikanischer Dichter
- Leonard, Zenas (1809–1857), US-amerikanischer Mountain Man, Pionier und Autor
- Leonard, Zoe (* 1961), US-amerikanische Fotografin und Künstlerin
- Leonard-Morgan, Paul (* 1974), britischer Komponist
- Leonarda, Isabella (1620–1704), italienische Nonne und Komponistin
- Leonardi Cortesi, Natascia (* 1971), Schweizer Skilangläuferin und Skibergsteigerin
- Leonardi Villasmil, Juan María (1947–2014), venezolanischer Geistlicher, römisch-katholischer Bischof von Punto Fijo
- Leonardi, Alfredo (* 1938), italienischer Regisseur
- Leonardi, Claudio (1926–2010), italienischer Mediävist und Latinist
- Leonardi, Francesca (* 1957), italienische Filmregisseurin
- Leonardi, Francesco, italienischer Koch und Kochkunst-Autor
- Leonardi, Giovan Giacomo (1498–1562), italienischer Jurist und Diplomat
- Leonardi, Giovanni Maria de (1663–1707), römisch-katholischer Ordensgeistlicher und Apostolischer Vikar des Großmogulenreichs
- Leonardi, Giuseppe (* 1996), italienischer Sprinter
- Leonardi, Johannes († 1609), italienischer Priester und Ordensgründer
- Leonardi, Luca (* 1991), italienischer Freistilschwimmer
- Leonardi, Marco (* 1971), italienischer Filmschauspieler
- Leonardi, Miriam Laura (* 1985), Schweizer Medienkünstlerin
- Leonardi, Stefano (* 1978), italienischer Jazz- und Improvisationsmusiker (Flöte)
- Leonardis, Silvia de (* 1976), deutsche Schauspielerin
- Leonardo da Cutri, Giovanni (1542–1597), italienischer Schachmeister
- Leonardo da Pistoia (* 1502), italienischer Maler
- Leonardo da Vinci (1452–1519), italienischer Künstler und UniversalgelehrterLeonardo da Vinci (1452–1519)
- Leonardo Fibonacci, Mathematiker

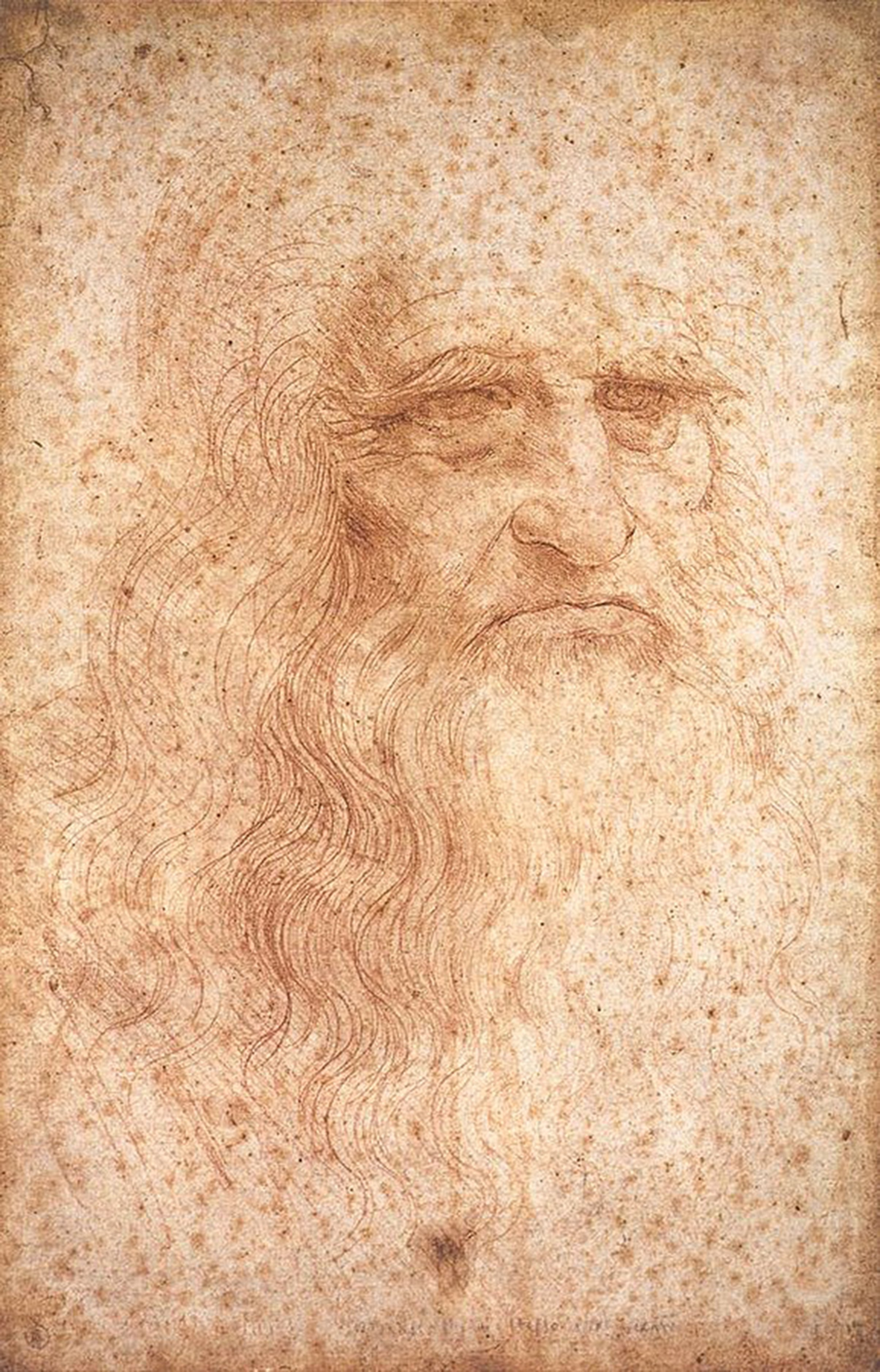
Leonardo da Vinci (1452–1519)

- Leonardo I. Tocco, Pfalzgraf von Kefalonia 1357 bis zu seinem Tod
- Leonardo II. Tocco († 1418), Pfalzgraf von Zakynthos, Gouverneur von Korinth, Herr von Clarenza und Angelokastron
- Leonardo III. Tocco, Pfalzgraf von Kefalonia und Zakynthos, Herzog von Leukadia, Despot von Arta
- Leonardo Patrasso († 1311), italienischer Bischof und Kardinal
- Leonardo, Ann Itto (* 1964), südsudanesische Politikerin
- Leonardo, Felice (1915–2015), italienischer Geistlicher, Bischof von Cerreto Sannita-Telese-Sant’Agata de’ Goti
- Leonardo, José (* 1601), spanischer Maler des Siglo de Oro und des Madrider Barock
- Leonardo, Raffaello (* 1973), italienischer Ruderer
- Leonardo, Veddriq (* 1997), indonesischer Sportkletterer
- Leonardos, Giorgos (* 1937), griechischer Autor
- Leonards, Gerald A. (1921–1997), US-amerikanischer Bauingenieur für Geotechnik
- Leonardy, Bernhard (* 1963), deutscher Organist
- Leonardy, Eva Maria (* 1967), deutsche Musikerin und Autorin
- Leonardy, Helmut (1925–1987), deutscher Jurist, Präsident des Landgerichts Saarbrücken
- Leonardy, Robert (* 1940), deutscher Pianist
- Leonardy-Rex, Marlies (1935–2017), deutsche Gymnasiallehrerin, Künstlerin und Bildhauerin
- Leonas, Petras (1864–1938), litauischer Rechtswissenschaftler, Rechtssoziologe, Richter und Politiker

#### Leonb
- Leonbacher, Daniela (* 1985), deutsche Fußballspielerin

#### Leonc
- Leoncavallo, Ruggero (1857–1919), italienischer OpernkomponistRuggero Leoncavallo (1857–1919)

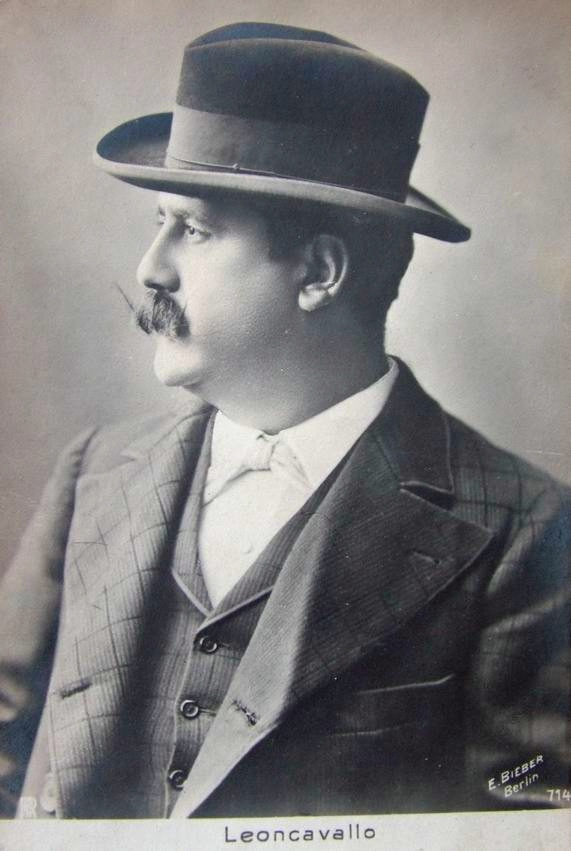
Ruggero Leoncavallo (1857–1919)

- Leonce, Lenyn Kish (* 1991), lucianischer Sprinter
- Leoncini Bartoli, Alberto (* 1932), italienischer Diplomat
- Leoncini, Gianfranco (1939–2019), italienischer Fußballspieler
- Leôncio, Bárbara (* 1991), brasilianische Sprinterin

#### Leond
- Leondeff, Doriana (* 1962), italienische Drehbuchautorin
- Leondis, Tony (* 1972), US-amerikanischer Regisseur, Drehbuchautor und Synchronsprecher
- Leondopoulos, Jordan, Filmregisseur und Filmeditor

#### Leone
- Leone da Modena (1571–1648), venezianischer Rabbiner
- Leone, Antônio (1931–2011), brasilianischer Fußballspieler
- Leone, Chiara (* 1998), Schweizer Sportschützin
- Leone, Damien (* 1982), amerikanischer Filmregisseur, Drehbuchautor, Spezialeffekt- und Maskenbildner und Filmproduzent
- Leone, Giacomo (* 1971), italienischer Marathonläufer
- Leone, Giovanni (1908–2001), italienischer Politiker und Staatspräsident
- Leone, Giuseppina (* 1934), italienische Sprinterin
- Leone, Ignazio (1923–1976), italienischer Schauspieler
- Leone, John (1928–2008), US-amerikanischer Jazzmusiker
- Leone, Miriam (* 1985), italienische Schauspielerin, Fernsehmoderatorin und Model
- Leone, Patrizia (* 1996), Schweizer Unihockeyspielerin
- Leone, Pietro Luigi M. (1937–2023), italienischer Byzantinist
- Leone, Sergio (1929–1989), italienischer FilmregisseurSergio Leone (1929–1989)

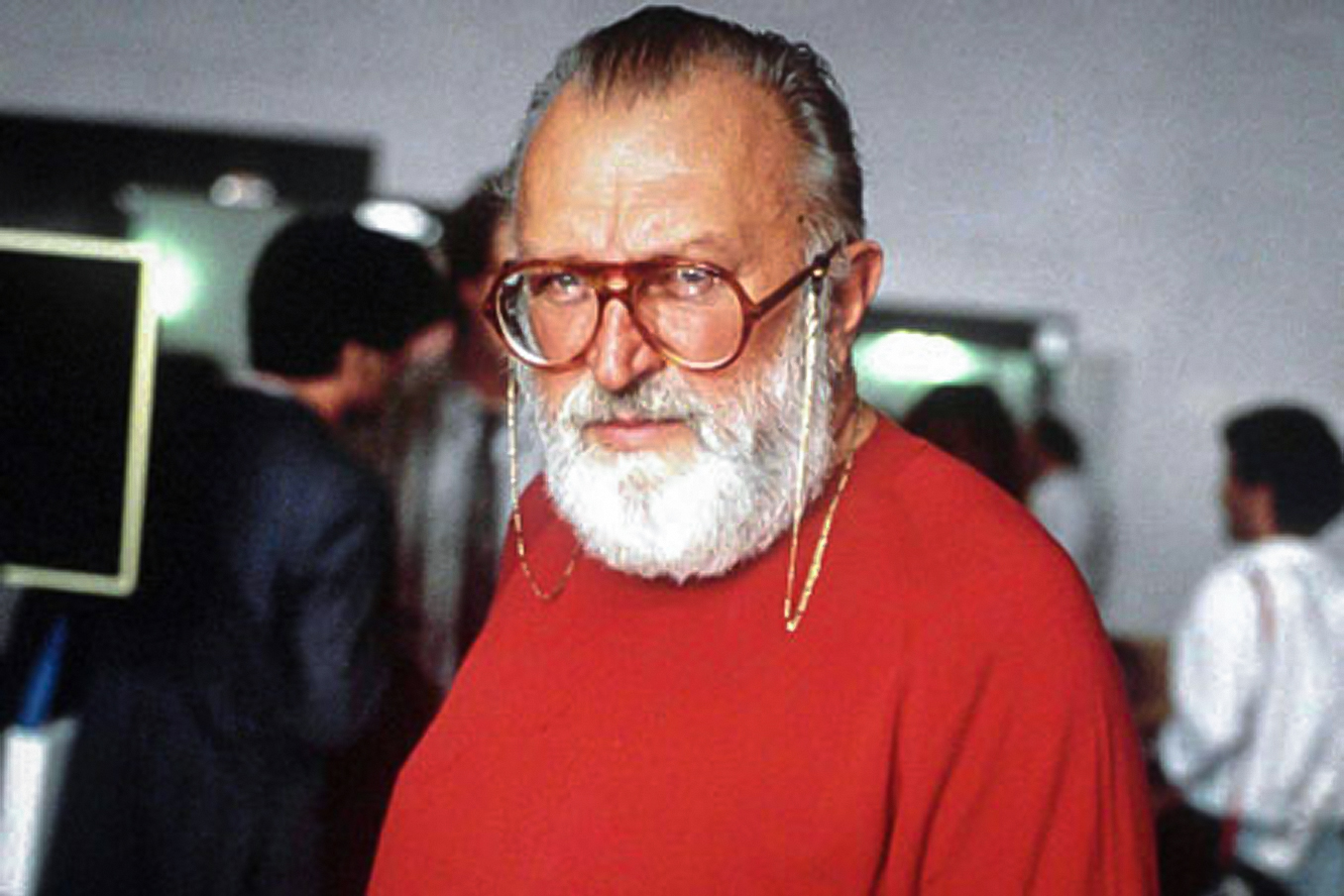
Sergio Leone (1929–1989)

- Leone, Stephen R. (* 1948), US-amerikanischer Chemiker
- Leone, Sunny (* 1981), indisch-kanadisches Model, Schauspielerin Pornodarstellerin
- Leone, Valentina (* 2005), deutsche Schauspielerin
- Leonesio, Iacopo (* 2000), italienischer Biathlet
- Leoness, Magdalena (1920–2016), philippinisch-amerikanische Geheimdienstoffizierin während des Zweiten Weltkriegs
- Leonet, Iker (* 1983), spanischer Radrennfahrer
- Leonetti, Alfonso (1895–1984), italienischer Journalist und Politiker
- Leonetti, Ezio (* 2002), albanischer Skirennläufer
- Leonetti, Francesco (1924–2017), italienischer Dichter und Schriftsteller
- Leonetti, John R. (* 1956), US-amerikanischer Kameramann und Regisseur
- Leonetti, Matthew F. (* 1941), US-amerikanischer Kameramann

#### Leong
- Leong, Al (* 1952), US-amerikanischer Schauspieler und Stuntman
- Leong, Isabella (* 1988), chinesische Schauspielerin und MusikerinIsabella Leong (* 1988)

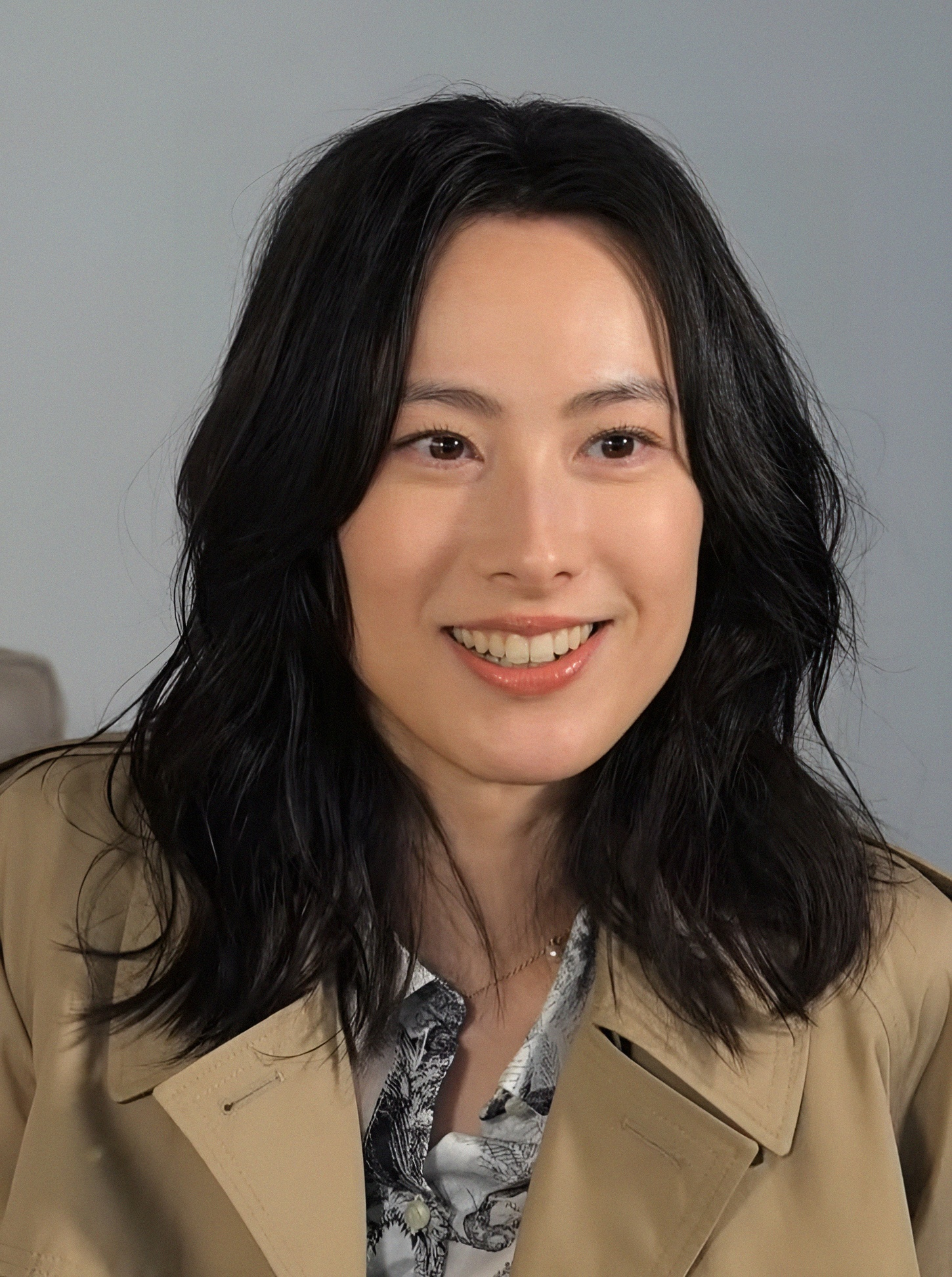
Isabella Leong (* 1988)

- Leong, Kelvin (* 1981), macauischer Autorennfahrer
- Leong, Lynn (* 1981), malaysische Squashspielerin
- Leong, Mee Wan (* 1966), malaysische Tischtennisspielerin
- Leong, Mun Yee (* 1984), malaysische Wasserspringerin
- Leong, Robert (1924–2013), US-amerikanischer Kampfkunstmeister
- Leong, Zacharial (* 1998), singapurischer Fußballspieler
- Leongarow, Issaak Arkadjewitsch (1909–1984), sowjetischer Theater- und Film-Schauspieler

#### Leonh
- Leonhard von Brixen, Maler und Bildschnitzer der Gotik
- Leonhard von Görz (1444–1500), Graf von Görz, Statthalter von Lienz und Osttirol
- Leonhard von Keutschach († 1519), österreichischer Geistlicher, Erzbischof von Salzburg (1495–1519)
- Leonhard von Limoges († 559), Klostergründer, HeiligerLeonhard von Limoges († 559)

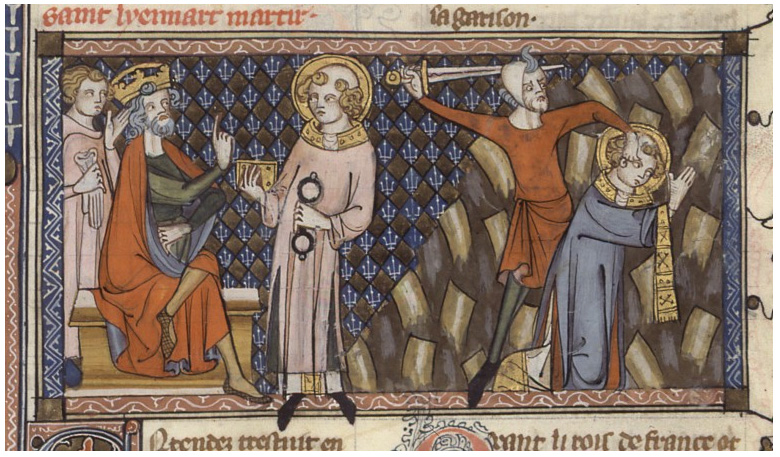
Leonhard von Limoges († 559)

- Leonhard von Porto Maurizio (1676–1751), Franziskaner, Prediger, Heiliger
- Leonhard von Völs († 1530), Tiroler Politiker und Soldat
- Leonhard, Adolf (1899–1995), deutscher Ingenieur und Hochschullehrer für Elektrotechnik und Regelungstechnik
- Leonhard, Carl (1848–1930), deutscher Manager in der Zementindustrie und Mäzen der Stadt Grünstadt
- Leonhard, Clemens (* 1967), deutscher römisch-katholischer Theologe
- Leonhard, Elke (1949–2025), deutsche Politikerin (SPD), MdB
- Leonhard, Franz (1870–1950), deutscher Rechtswissenschaftler; Ordinarius in Marburg
- Leonhard, Franz Xaver (1812–1882), deutscher Pädagoge, Geistlicher und Politiker (Zentrum), MdR
- Leonhard, Franz Xaver (1839–1913), deutscher Geistlicher und Politiker (Zentrum), MdR
- Leonhard, Gino (* 1972), deutscher Politiker (FDP), MdL
- Leonhard, Gottfried (1895–1983), deutscher Politiker (CDU), MdL, MdB
- Leonhard, Gustav von (1816–1878), deutscher Geologe und Mineraloge
- Leonhard, Hans (1902–1966), deutscher Journalist
- Leonhard, Hans-Jürgen (* 1917), deutscher Maler und Grafiker
- Leonhard, Heinrich (1813–1878), deutscher Architekt und großherzoglich badischer Baubeamter
- Leonhard, Heinz (1904–2000), deutscher Landwirt und SS-Angehöriger
- Leonhard, Heinz (* 1958), deutscher Verwaltungswirt und Politiker (CDU), MdL Rheinland-Pfalz
- Leonhard, Hubert, deutscher Fußballspieler
- Leonhard, Jakob (* 1897), Schweizer Spanienfreiwilliger
- Leonhard, Joachim-Felix (* 1946), deutscher Bibliothekar und Politiker
- Leonhard, Johann Friedrich (* 1633), niederländischer Kupferstecher und Schabkünstler
- Leonhard, Johann Hermann (1835–1905), deutscher Arzt und Stifter der Augenheilanstalt Mülheim an der Ruhr
- Leonhard, Johann Karl (1686–1777), deutscher Beamter, Kurfürstlich Braunschweig-Lüneburgischer Hofkämmerer
- Leonhard, Johann Michael (1782–1863), österreichischer Geistlicher, Bischof von St. Pölten und Militärbischof
- Leonhard, Jörn (* 1967), deutscher HistorikerJörn Leonhard (* 1967)

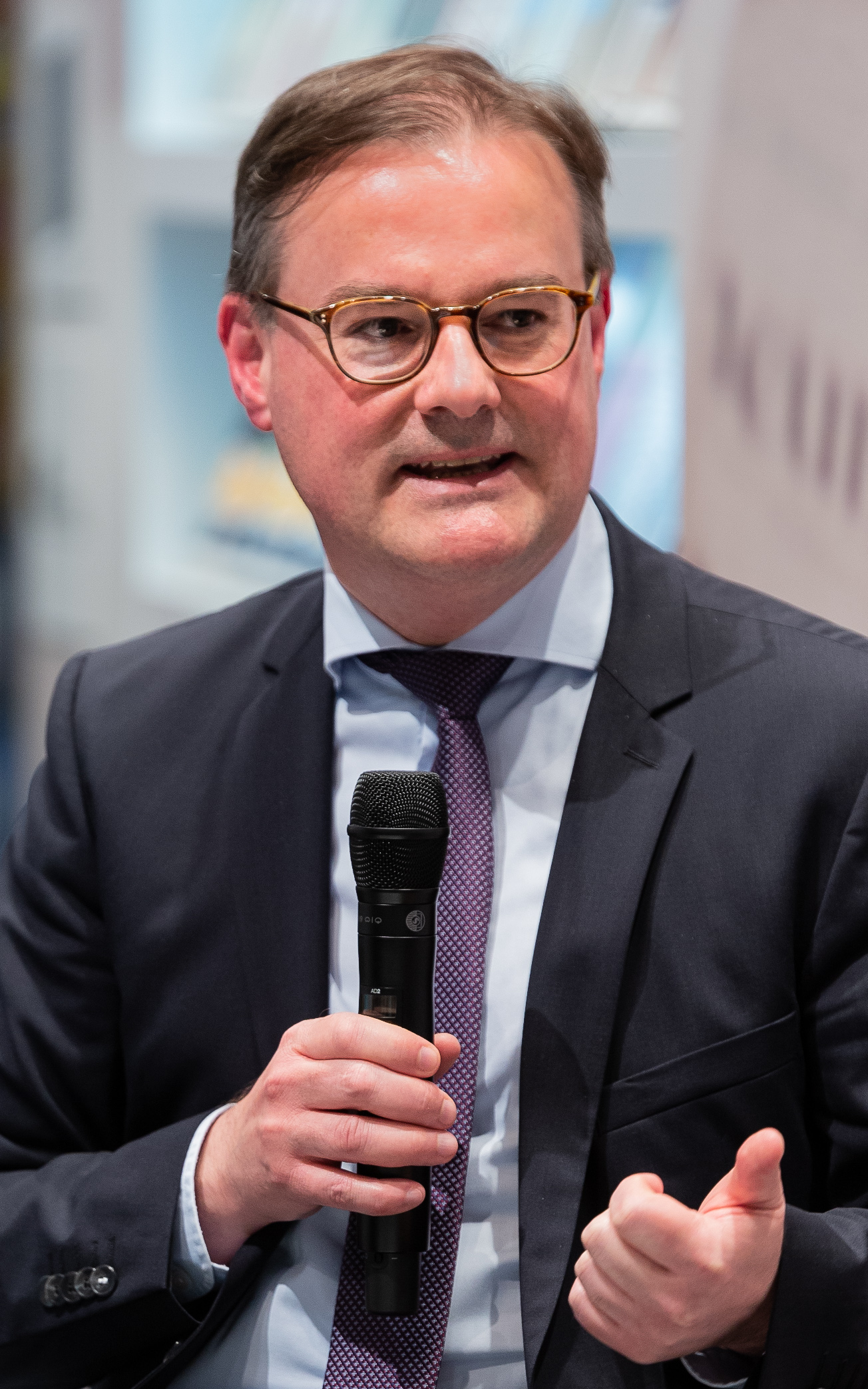
Jörn Leonhard (* 1967)

- Leonhard, Karin (* 1969), deutsche Kunsthistorikerin
- Leonhard, Karl (1904–1988), deutscher Psychiater
- Leonhard, Karl Cäsar von (1779–1862), deutscher Mineraloge
- Leonhard, Kurt (1910–2005), deutscher Kunsthistoriker, Lyriker und Übersetzer
- Leonhard, Leo (1939–2011), deutscher Maler und Grafiker
- Leonhard, Melanie (* 1977), deutsche Politikerin (SPD), MdHB, Hamburger Senatorin
- Leonhard, Nina (* 1972), deutsche Politikwissenschaftlerin und Soziologin
- Leonhard, Rudolf (1851–1921), deutscher Rechtshistoriker und Hochschullehrer; Rektor in Marburg und Breslau
- Leonhard, Rudolf (1889–1953), deutscher Schriftsteller und Kommunist
- Leonhard, Sandra (* 1976), deutsche Schauspielerin
- Leonhard, Susanne (1895–1984), deutsche Schriftstellerin
- Leonhard, Walter (1912–1988), deutscher Heraldiker und Gebrauchsgrafiker
- Leonhard, Werner (1926–2018), deutscher Ingenieur und Hochschullehrer für Elektrotechnik und Regelungstechnik
- Leonhard, Wolfgang (1921–2014), deutscher Historiker und AutorWolfgang Leonhard (1921–2014)

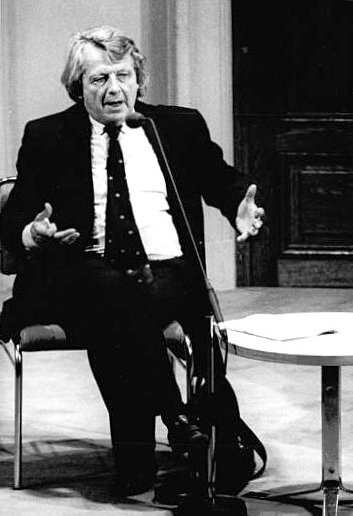
Wolfgang Leonhard (1921–2014)

- Leonhardi, August (1867–1931), deutscher Landschaftsmaler
- Leonhardi, Bernhard von (1817–1902), königlich sächsischer Generalleutnant und Kommandant der Festung Königstein
- Leonhardi, Eduard (1797–1831), Ökonom und Abgeordneter im Fürstentum Waldeck
- Leonhardi, Eduard (1828–1905), deutscher Maler
- Leonhardi, Ferdinand (1802–1847), deutscher Advokat, Bürgermeister und Politiker
- Leonhardi, Friedrich (1794–1837), Jurist und Abgeordneter im Fürstentum Waldeck
- Leonhardi, Friedrich Gottlob (1757–1814), deutscher Schriftsteller und Ökonom
- Leonhardi, Georg (1807–1884), Schweizer reformierter Pfarrer
- Leonhardi, Hermann von (1809–1875), deutscher Philosoph und Botaniker
- Leonhardi, Hugo von (1864–1922), Großherzoglicher Oberhofmeister und Fideikommißherr
- Leonhardi, Jakob Friedrich von (1778–1839), Frankfurter Jurist und Diplomat
- Leonhardi, Johann Gottfried (1746–1823), deutscher Mediziner
- Leonhardi, Johann Heinrich (1646–1714), sachsen-eisenachischer Regierungspräsident
- Leonhardi, Johann Jakob (1755–1830), deutscher Jurist und Landsyndikus im Fürstentum Waldeck
- Leonhardi, Johann Peter von (1747–1830), Frankfurter Kaufmann, Gutsbesitzer und Politiker
- Leonhardi, Johannes († 1808), Schweizer reformierter Pfarrer
- Leonhardi, Johannes Christian (1651–1725), Schweizer reformierter Geistlicher
- Leonhardi, Jonas Friedrich (* 1990), deutscher SchauspielerJonas Friedrich Leonhardi (* 1990)

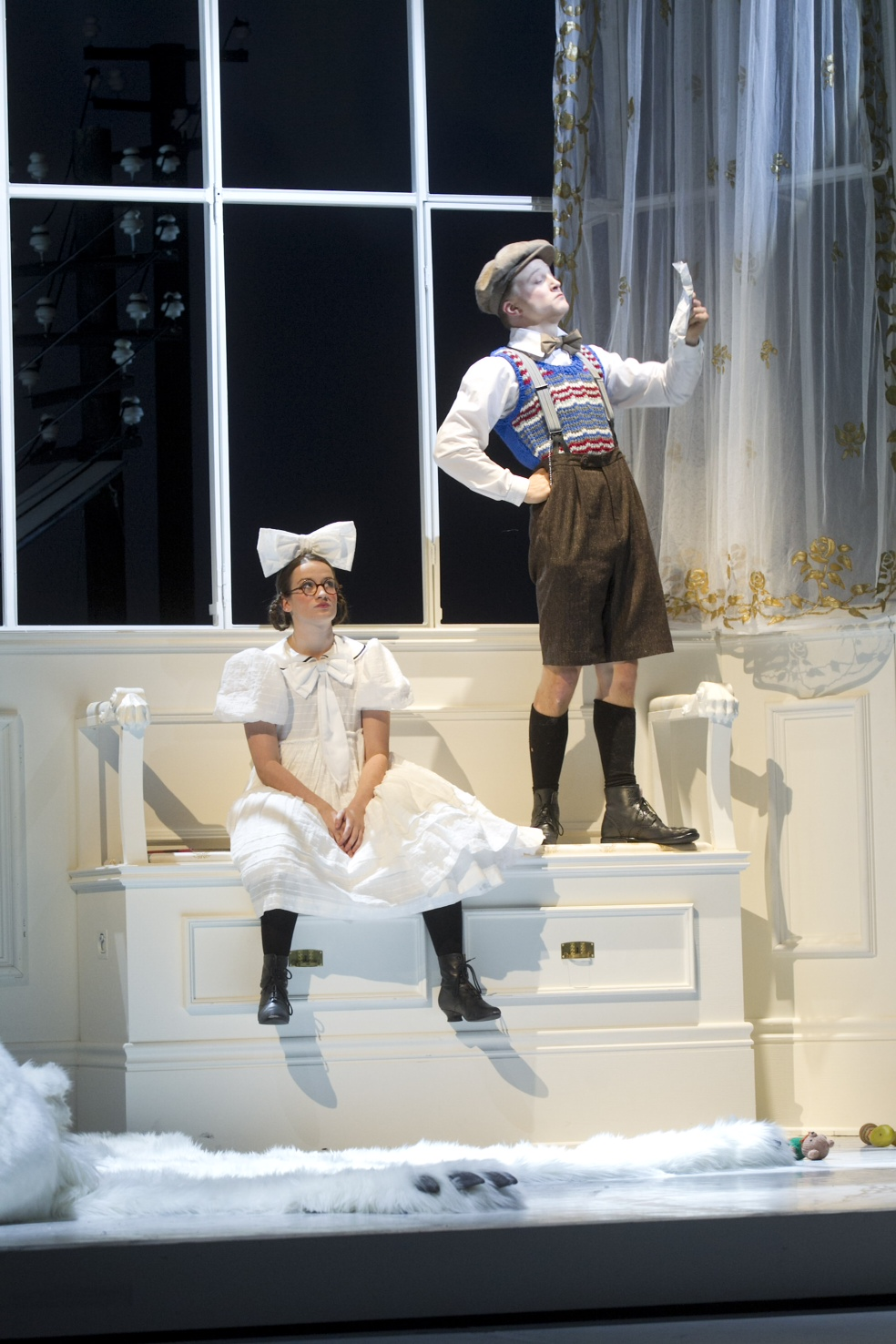
Jonas Friedrich Leonhardi (* 1990)

- Leonhardi, Ludwig Carl von (1781–1864), Kaufmann und Gutsbesitzer
- Leonhardi, Ludwig von (1825–1884), deutscher Diplomat und Mitglied der Ersten Kammer der Landstände des Großherzogtums Hessen
- Leonhardi, Max (1873–1965), deutscher Kapitän zur See im Ersten Weltkrieg
- Leonhardi, Moritz von (1856–1910), deutscher Anthropologe
- Leonhardi, Wilhelm von (1812–1856), deutscher Autor und Diplomat
- Leonhardsberger, Heinz (* 1946), österreichischer Musiker, Komponist und Pataphysiker
- Leonhardsen, Øyvind (* 1970), norwegischer Fußballspieler
- Leonhardt, Adolph (1815–1880), hannoverscher und preußischer Justizminister
- Leonhardt, Andreas (1800–1866), österreichischer Musiker, Komponist und Kapellmeister
- Leonhardt, Annette (* 1955), deutsche Pädagogin
- Leonhardt, Arne (1931–1982), deutscher Schriftsteller
- Leonhardt, Björn (* 1978), deutscher Eishockeytorhüter
- Leonhardt, Carl (1886–1969), deutscher Komponist, Dirigent und Musikpädagoge
- Leonhardt, Carl Friedrich Wilhelm (1881–1918), deutscher Architekt
- Leonhardt, Carl Gustav (1845–1903), deutscher Unternehmer in der Textilindustrie
- Leonhardt, Carolin (* 1984), deutsche Kanutin
- Leonhardt, Claus-Peter (* 1951), deutscher Schriftsteller, Medienanthropologe und Verleger
- Leonhardt, Danjo (* 2002), deutscher Eishockeyspieler
- Leonhardt, Ernst (1885–1945), Schweizer Politiker der Frontenbewegung
- Leonhardt, Ernst (* 1935), deutscher Bildhauer, Maler und Grafiker
- Leonhardt, Fritz (1909–1999), deutscher Bauingenieur von Brücken und Fernsehtürmen
- Leonhardt, Gottfried (1919–2018), deutscher Grafiker und Illustrator
- Leonhardt, Günter (1927–2011), deutscher Unternehmer
- Leonhardt, Gustav (1928–2012), niederländischer MusikerGustav Leonhardt (1928–2012)

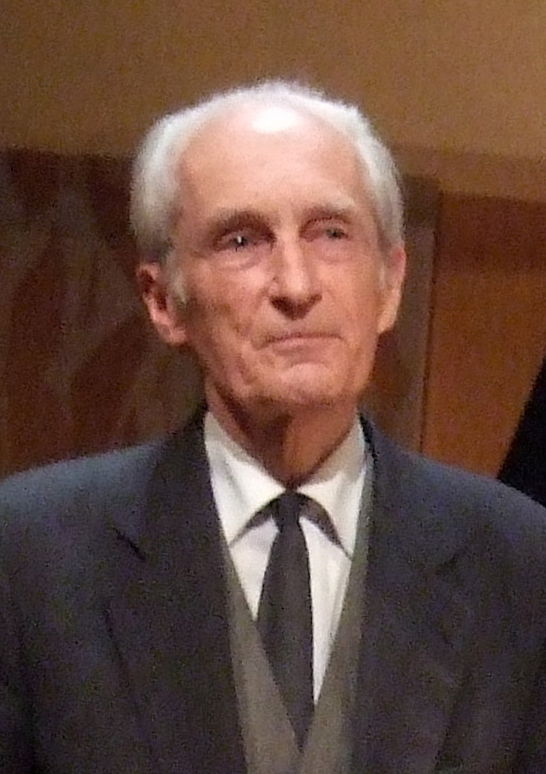
Gustav Leonhardt (1928–2012)

- Leonhardt, Gustav von (1838–1891), österreichischer Bankmanager
- Leonhardt, Harald (1924–2012), deutscher Architekt
- Leonhardt, Helmut (1918–2000), deutscher Anatom
- Leonhardt, Henrike (* 1943), deutsche Schriftstellerin
- Leonhardt, Herbert (1925–1986), deutscher Skispringer
- Leonhardt, Jens (* 1964), deutscher Fußballspieler (DDR)
- Leonhardt, Johannes (1893–1959), deutscher Mineraloge
- Leonhardt, Jürgen (* 1957), deutscher Klassischer Philologe
- Leonhardt, Karl Friedrich (1882–1940), deutscher Archivar, Historiker und Autor, Direktor des Stadtarchivs Hannover
- Leonhardt, Kuno (1848–1931), Landtagsabgeordneter im Freistaat Sachsen-Meiningen und Handwerkerfunktionär
- Leonhardt, Lena (* 1987), deutsche Filmregisseurin und Drehbuchautorin
- Leonhardt, Marie (1928–2022), schweizerisch-niederländische Violinistin (Alte Musik)
- Leonhardt, Merlin (* 1988), deutscher Schauspieler
- Leonhardt, Nadine (* 1977), deutsche Politikerin (SPD)
- Leonhardt, Otto (1877–1939), deutscher Manager
- Leonhardt, Paul (1852–1927), deutscher Einzelhandelskaufmann
- Leonhardt, Paul Martin (1883–1971), deutscher Maler und Grafiker
- Leonhardt, Paul Saladin (1877–1934), deutscher Schachmeister
- Leonhardt, Peter (1924–2005), deutscher Architekt
- Leonhardt, Peter Schulz (* 1963), deutscher Zeichner, Graphiker und Illustrator
- Leonhardt, Ralph (* 1967), deutscher Nordischer Kombinierer
- Leonhardt, Regine (* 1965), deutsche Schauspielerin
- Leonhardt, Reiner (* 1938), deutscher Handballspieler
- Leonhardt, Robert (1873–1923), österreichischer Opernsänger (Bariton)
- Leonhardt, Robert (* 1969), deutscher Skispringer
- Leonhardt, Rochus (* 1965), deutscher evangelischer Theologe
- Leonhardt, Rudolf Walter (1921–2003), deutscher Journalist
- Leonhardt, Sven (* 1968), deutscher Nordischer Kombinierer
- Leonhardt, Theodor (1905–1975), deutscher Politiker (NSDAP), MdR
- Leonhardt, Thomas (* 1966), deutscher Fußballspieler
- Leonhardt, Ulf (* 1965), deutscher Physiker, Hochschullehrer in St. Andrews
- Leonhardt, Uwe (* 1958), deutscher Manager
- Leonhardt, Wendelin (1872–1949), deutscher Architekt
- Leonhardt, Willy (1880–1954), deutscher Musikinstrumentenbauer
- Leonhardt, Willy (1937–2017), deutscher Politiker (SPD)
- Leonhardt, Wolfgang (* 1942), deutscher Regionalhistoriker und Autor
- Leonhart, Ashley (* 2005), US-amerikanische Fußballspielerin
- Leonhart, Günther (1929–2003), deutscher Politiker (SPD), MdL, MdB
- Leonhart, Jay (* 1940), US-amerikanischer Jazzmusiker
- Leonhart, Johann Carl (1720–1777), deutscher Verwaltungsjurist
- Leonhart, Johannes (1865–1937), deutscher Arzt und Politiker (FVp), MdR
- Leonhäußer, Wiegand (1837–1896), Mitglied des Provinziallandtages der Provinz Hessen-Nassau

#### Leoni
- Leoni, Adolfo (1917–1970), italienischer Radrennfahrer
- Leoni, Bruno (1913–1967), italienischer Rechtsphilosoph
- Leoni, David (* 1982), kanadischer Biathlet
- Leoni, Endrio (* 1968), italienischer Radsportler
- Leoni, Franco (1864–1949), italienischer Komponist
- Leoni, Giacomo (1686–1746), italienischer Architekt des Georgianischen Stils
- Leoni, Gianni (1915–1951), italienischer Motorradrennfahrer
- Leoni, Giovanni Antonio, italienischer Komponist und Violinist des Frühbarock
- Leoni, Guido (1915–1951), italienischer Motorradrennfahrer
- Leoni, Guido (1920–1998), italienischer Drehbuchautor und Filmregisseur
- Leoni, Johnny (* 1984), Schweizer Fussballtorhüter
- Leoni, Joseph († 1834), bayerischer Hofsänger und Gastwirt am Starnberger See
- Leoni, Lamberto (* 1953), italienischer Rennfahrer und Formel-1-Pilot
- Leoni, Leone (1509–1590), italienischer Bildhauer, Goldschmied und Medailleur der Renaissance
- Leoni, Luca (* 1973), italienischer Musiker
- Leoni, Pompeo († 1608), italienischer Bildhauer und Kunstsammler
- Leoni, Raúl (1905–1972), venezolanischer Politiker, Präsident Venezuelas
- Leoni, Roberto (1940–2024), italienischer Drehbuchautor, Filmregisseur und Autor
- Leoni, Téa (* 1966), US-amerikanische SchauspielerinTéa Leoni (* 1966)

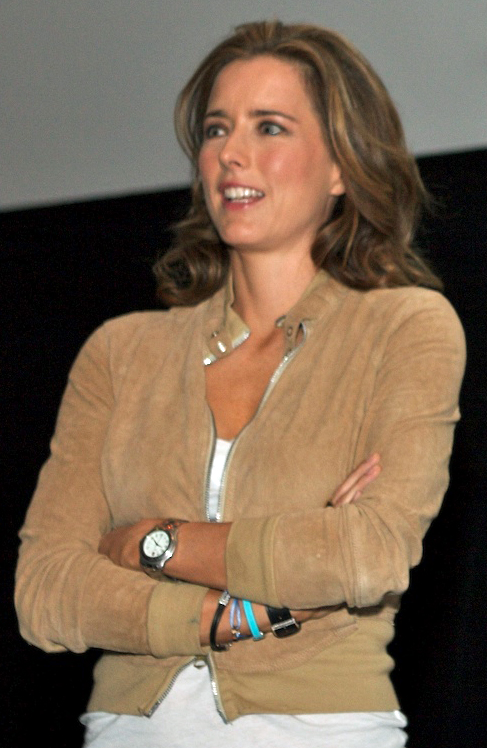
Téa Leoni (* 1966)

- Leoni, Tommaso (* 1991), italienischer Snowboarder
- Leonid von Optina (1768–1841), russischer Mönch und Seelsorger
- Leonida, Florica (* 1987), rumänische Kunstturnerin
- Leonidakis, Sofia (* 1984), deutsche Politikerin (Die Linke), MdBB
- Leonidas, Lehrer Alexanders des Großen
- Leonidas I. († 480 v. Chr.), König von Sparta
- Leonidas II. († 235 v. Chr.), König von Sparta
- Leonidas von Alexandria, antiker griechischer Mediziner
- Leonidas von Athen, Heiliger, frühchristlicher Bischof von Athen
- Leonidas von Rhodos, Läufer bei den antiken Olympischen Spielen
- Leonidas von Trizina, Heiliger, Märtyrer zu Korinth
- Leonidas, Dimitri (* 1987), britischer SchauspielerDimitri Leonidas (* 1987)

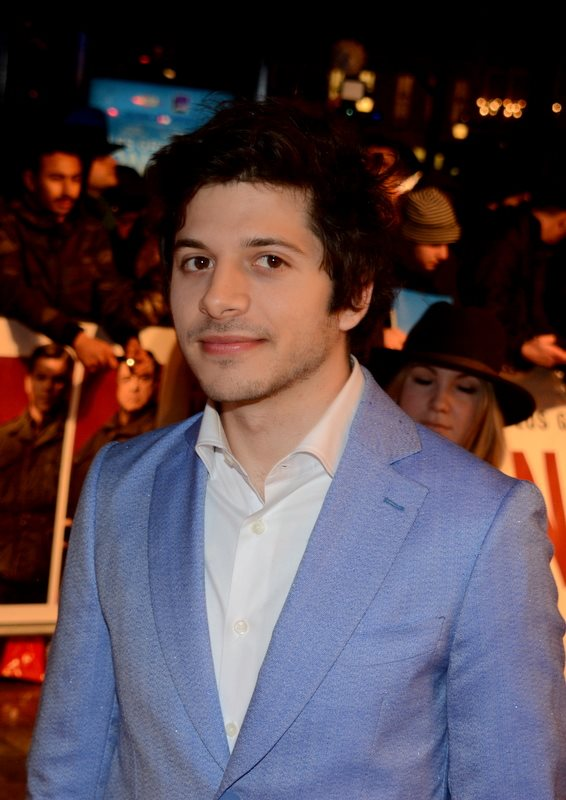
Dimitri Leonidas (* 1987)

- Leonidas, Georgina (* 1990), britische Schauspielerin
- Leonidas, Stephanie (* 1984), britische Schauspielerin
- Léonide, Jerry (* 1984), französischer Jazzpianist
- Leonidis, Petros, griechischer Radrennfahrer
- Leonidis, Valerios (* 1966), griechischer Gewichtheber
- Leonidow, Iwan Iljitsch (1902–1959), russischer Architekt und Hochschullehrer
- Leonidow, Leonid Mironowitsch (1873–1941), sowjetisch-russischer Schauspieler
- Leonidse, Giorgi (1899–1966), georgischer Schriftsteller
- Leonilson, José (1957–1993), brasilianischer bildender Künstler
- Léonin, französischer Komponist zur Zeit der Notre-Dame-Schule

#### Leonk
- Leonkin, Dmytro (1928–1980), sowjetischer Turner

#### Leonn
- Leonnatos († 322 v. Chr.), General unter Alexander dem Großen; Diadoche

#### Leono
- Leonor Moctezuma, Tochter des aztekischen Herrschers Moctezuma II.
- Leonor von Spanien (* 2005), spanische InfantinLeonor von Spanien (* 2005)

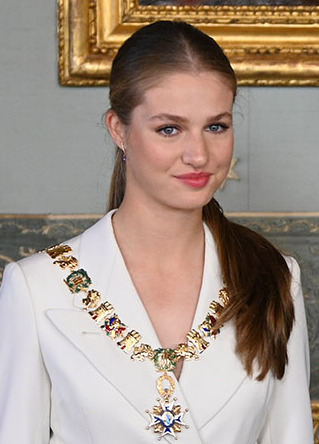
Leonor von Spanien (* 2005)

- Leonora (* 1998), dänische Sängerin und Eiskunstläuferin
- Leonore von Schweden (* 2014), schwedische Adelige, Herzogin von Gotland
- Leonova, Ekaterina (* 1987), russische Tänzerin in den Sparten Standard- und lateinamerikanische Tänze
- Leonow, Alexander Nikolajewitsch (* 1978), russischer Boxer
- Leonow, Alexei Archipowitsch (1934–2019), sowjetischer Kosmonaut und der erste Mensch, der sein Raumschiff verließ und frei im Weltraum schwebte
- Leonow, Andrei Jewgenjewitsch (* 1959), russischer Theater- und Filmschauspieler
- Leonow, Denis (* 1977), kasachischer Eishockeyspieler
- Leonow, Jewgeni Pawlowitsch (1926–1994), sowjetischer und russischer Schauspieler
- Leonow, Kirkor (* 1944), bulgarischer Ringer
- Leonow, Kyrylo (* 1993), ukrainischer Badmintonspieler
- Leonow, Leonid Maximowitsch (1899–1994), sowjetischer Schriftsteller und Dramatiker
- Leonow, Nikolai Sergejewitsch (1928–2022), sowjetischer Agent
- Leonow, Waleri Pawlowitsch (* 1942), russischer Bibliothekar
- Leonow, Wladimir Petrowitsch (* 1937), sowjetischer Radrennfahrer
- Leonowa, Alexandra Alexandrowna (* 1964), sowjetisch-russische Basketballspielerin
- Leonowa, Aljona Igorewna (* 1990), russische Eiskunstläuferin
- Leonowa, Jelena Rudolfowna (* 1973), russische Eiskunstläuferin
- Leonowa, Olha (* 1976), ukrainische Wasserspringerin
- Leonowens, Anna (1831–1915), britische Lehrerin und SchriftstellerinAnna Leonowens (1831–1915)

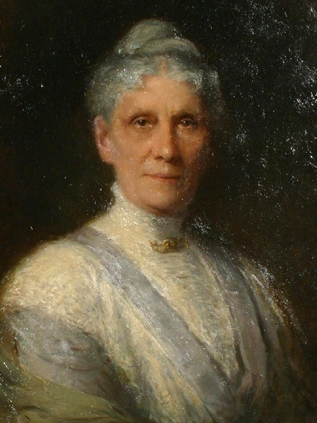
Anna Leonowens (1831–1915)

- Leonowens, Louis (1856–1919), britischer Offizier
- Leonowicz, Agnieszka (* 1975), polnische Fußballspielerin
- Leonowitsch, Stanislaw Wiktorowitsch (1958–2022), russisch-sowjetischer Eiskunstläufer

#### Leonr
- Leonrod, Franz Leopold von (1827–1905), Bischof von Eichstätt
- Leonrod, Leopold von (1829–1905), deutscher Jurist, bayerischer Justizminister
- Leonrod, Ludwig von (1774–1859), deutscher Rechtswissenschaftler, Politiker und Richter
- Leonrod, Ludwig von (1906–1944), deutscher Widerstandskämpfer
- Leonrod, Magdalena von († 1486), Benediktinerinnenäbtissin
- Leonrod, Sybilla von (1814–1881), deutsche Adlige, Erzieherin von König Ludwig II. von Bayern

#### Leons
- Leonsis, Ted (* 1957), US-amerikanischer Unternehmer und Mäzen griechischer Abstammung
- Leonskaja, Elisabeth (* 1945), russische PianistinElisabeth Leonskaja (* 1945)

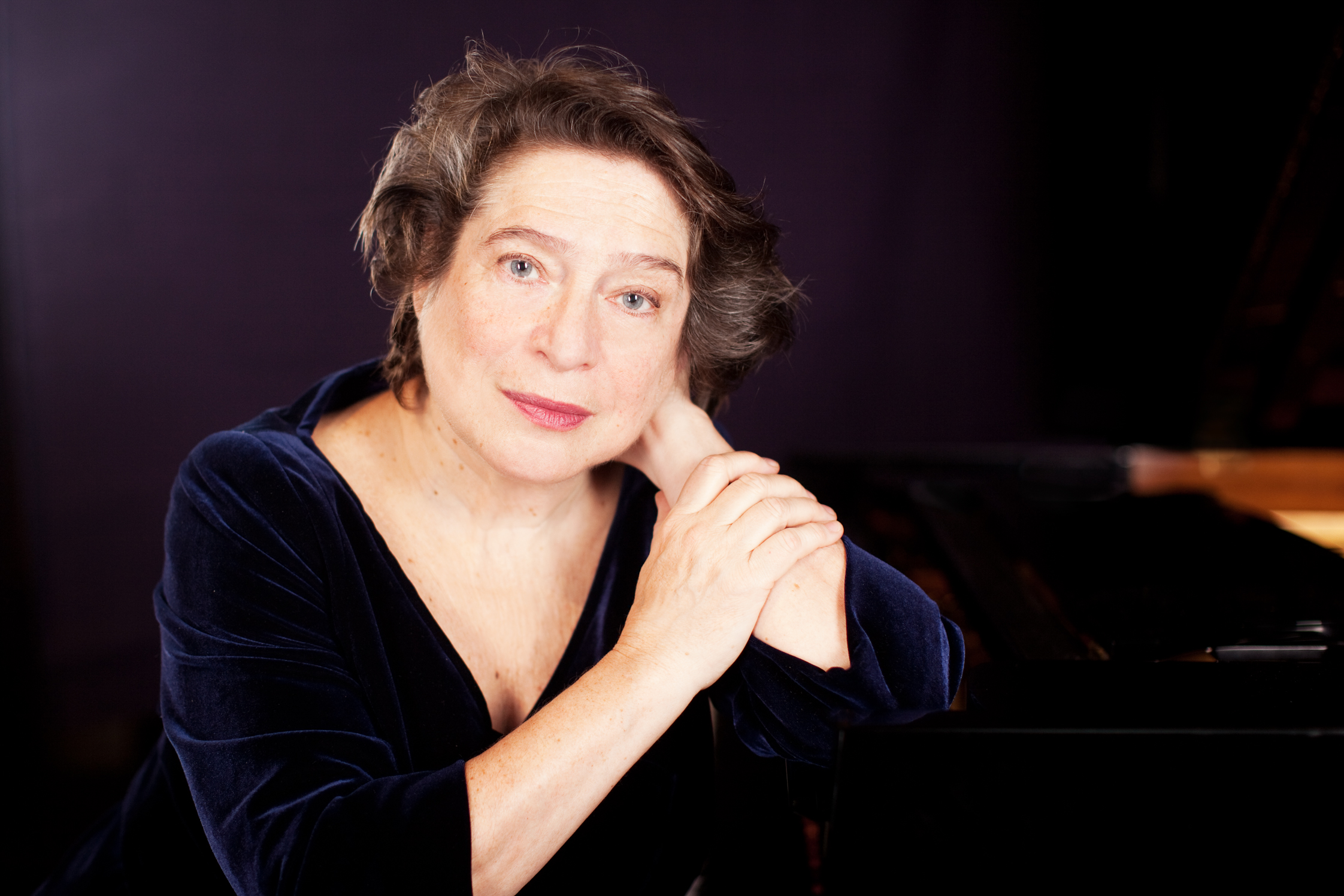
Elisabeth Leonskaja (* 1945)

#### Leont
- Leontaris, Dimitrios Laskaris († 1431), byzantinischer Staatsmann und Militärführer
- Leontenko, Jurij (* 1986), ukrainischer Straßenradrennfahrer
- Leonti, erster Patriarch von Bulgarien
- Leonti Mroweli, georgischer Chronist
- Leonti von Rostow, Bischof von Rostow
- Leontiades († 379 v. Chr.), thebanischer, prospartanischer Politiker
- Leontief, Wassily (1905–1999), russisch-amerikanischer Wirtschaftswissenschaftler
- Léontieff, Alexandre (1948–2009), Politiker in Französisch-Polynesien
- Leontion, athenische Hetäre
- Leontios († 706), byzantinischer Kaiser (695–698)
- Leontios Machairas, zypriotischer Historiker
- Leontios von Tripolis, spätantiker Bischof von Tripolis in Lydien
- Leontiou, Kristian (* 1982), britischer Sänger zyprischer Abstammung
- Leontiou, Sotiris (* 1984), griechischer Fußballspieler
- Leontius, antiker griechischer Philosoph
- Leontius († 488), oströmischer Gegenkaiser
- Leontius von Byzanz, byzantinischer Theologe
- Leontius von Trier, Bischof von Trier
- Leontjew, Alexei Leontjewitsch (1716–1786), russischer Übersetzer; Sekretär des Kollegiums für auswärtige Angelegenheiten in St. Petersburg
- Leontjew, Alexei Nikolajewitsch (1903–1979), sowjetischer Psychoanalytiker
- Leontjew, Grigori Nikolajewitsch (* 1992), russischer Skispringer
- Leontjew, Juri Kirillowitsch (* 1961), russischer Bogenschütze
- Leontjew, Konstantin Nikolajewitsch (1831–1891), russischer Religionsphilosoph und Schriftsteller
- Leontjew, Michail Wladimirowitsch (* 1958), russischer Journalist
- Leontjew, Sascha (1897–1942), russischer Tänzer
- Leontjew, Slawa, ukrainischer Filmemacher und Veteran
- Leontjew, Waleri Jakowlewitsch (* 1949), russischer Sänger Volkskünstler Russlands
- Leontjewa, Nina Nikolajewna (* 1936), sowjetische bzw. russische Linguistin, Informatikerin und Hochschullehrerin
- Leontjewa, Tatjana Alexandrowna (1883–1922), russische Revolutionärin und Attentäterin
- Leontjewa, Walentina Michailowna (1923–2007), sowjetische bzw. russische Fernsehmoderatorin
- Leontorius, Conrad († 1511), deutscher Zisterziensermönch, Theologe, Humanist
- Leontowitsch, Michail Alexandrowitsch (1903–1981), russischer Physiker
- Leontowytsch, Mykola (1877–1921), ukrainischer Komponist, Chorleiter und Lehrer
- Leontschuk, Heorhij (* 1974), ukrainischer Segler

#### Leonv
- Leonviola, Antonio (1913–1995), italienischer Filmregisseur und Drehbuchautor

#### Leony
- Leony (* 1997), deutsche PopsängerinLeony (* 1997)

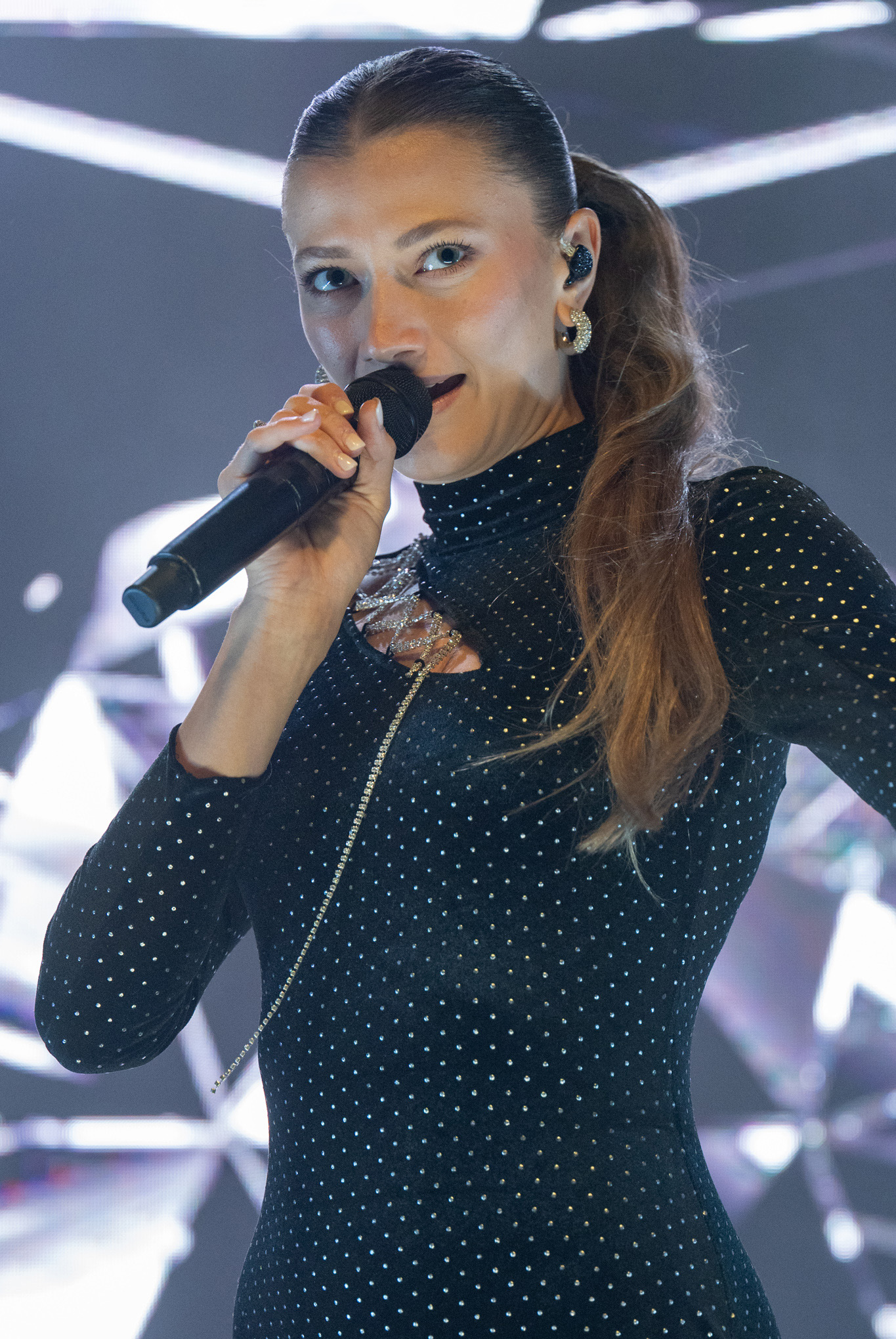
Leony (* 1997)

### Leop
- Leopard, Georg Caspar (1749–1834), Rentmeister des Fräuleinstiftes Kloster Altenberg, Solms-Braunfelsischer Verwalter und Hofgutbesitzer
- Leoparda, römische Ärztin am Hof Kaiser Gratians (359–383)
- Leopardi, Alessandro, italienischer Architekt, Bildhauer, Ingenieur und Goldschmied
- Leopardi, Giacomo (1798–1837), italienischer Dichter
- Leopardi, Marcello († 1795), italienischer Maler des Spätbarock
- Leopardi, Monaldo (1776–1847), italienischer Philosoph, Adliger, Politiker und Schriftsteller
- Leopardi, Roberto (* 1933), uruguayischer Fußballspieler
- Leopardus, römischer Märtyrer und Heiliger der katholischen Kirche
- Leopertus von Palestrina († 1069), Kardinal der römisch-katholischen Kirche
- Leopold, österreichischer Zisterzienser und Abt des Stiftes Heiligenkreuz
- Leopold († 1141), Markgraf von Österreich, Herzog von Bayern
- Leopold (1674–1744), Kaiserlicher Rat in Wien
- Leopold (1679–1729), Herzog von Lothringen
- Leopold (1684–1704), Offizier in der Hessen-kasselschen Armee
- Leopold (1694–1728), Fürst von Anhalt-Köthen
- Leopold (1790–1852), Großherzog von BadenLeopold (1790–1852)

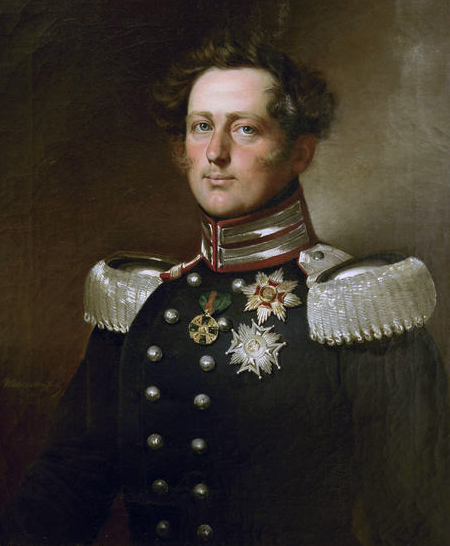
Leopold (1790–1852)

- Leopold Clemens Karl von Lothringen (1707–1723), Erbprinz des Hauses Lothringen
- Leopold Clemens von Sachsen-Coburg und Gotha (1878–1916), Prinz von Sachsen-Coburg und Gotha
- Leopold Eberhard (1670–1723), Herzog von Württemberg-Mömpelgard
- Leopold Friedrich (1624–1662), Herzog von Württemberg-Mömpelgard
- Leopold I. († 1129), Markgraf der Steiermark
- Leopold I. († 994), Markgraf von Österreich aus dem Geschlecht der Babenberger
- Leopold I., Herzog von Olmütz
- Leopold I. († 1291), Bischof von Seckau
- Leopold I. (1290–1326), Herzog von Österreich und der Steiermark
- Leopold I. (1640–1705), Kaiser des Heiligen Römischen Reiches, König von Böhmen und Ungarn
- Leopold I. (1676–1747), Fürst von Anhalt-Dessau
- Leopold I. (1767–1802), erster Fürst von Lippe
- Leopold I. (1790–1865), erster König der Belgier
- Leopold I. von Gründlach († 1303), Bischof von Bamberg
- Leopold II. (1050–1095), Markgraf von Österreich aus dem Geschlecht der Babenberger
- Leopold II. (1747–1792), Kaiser des Heiligen Römischen Reiches, König von Ungarn, Böhmen, Erzherzog von Österreich etc., Großherzog der Toskana, aus dem Haus Habsburg-Lothringen
- Leopold II. (1796–1851), Fürst zur Lippe
- Leopold II. (1797–1870), Großherzog der Toskana
- Leopold II. (1835–1909), König der Belgier (1865–1909)Leopold II. (1835–1909)

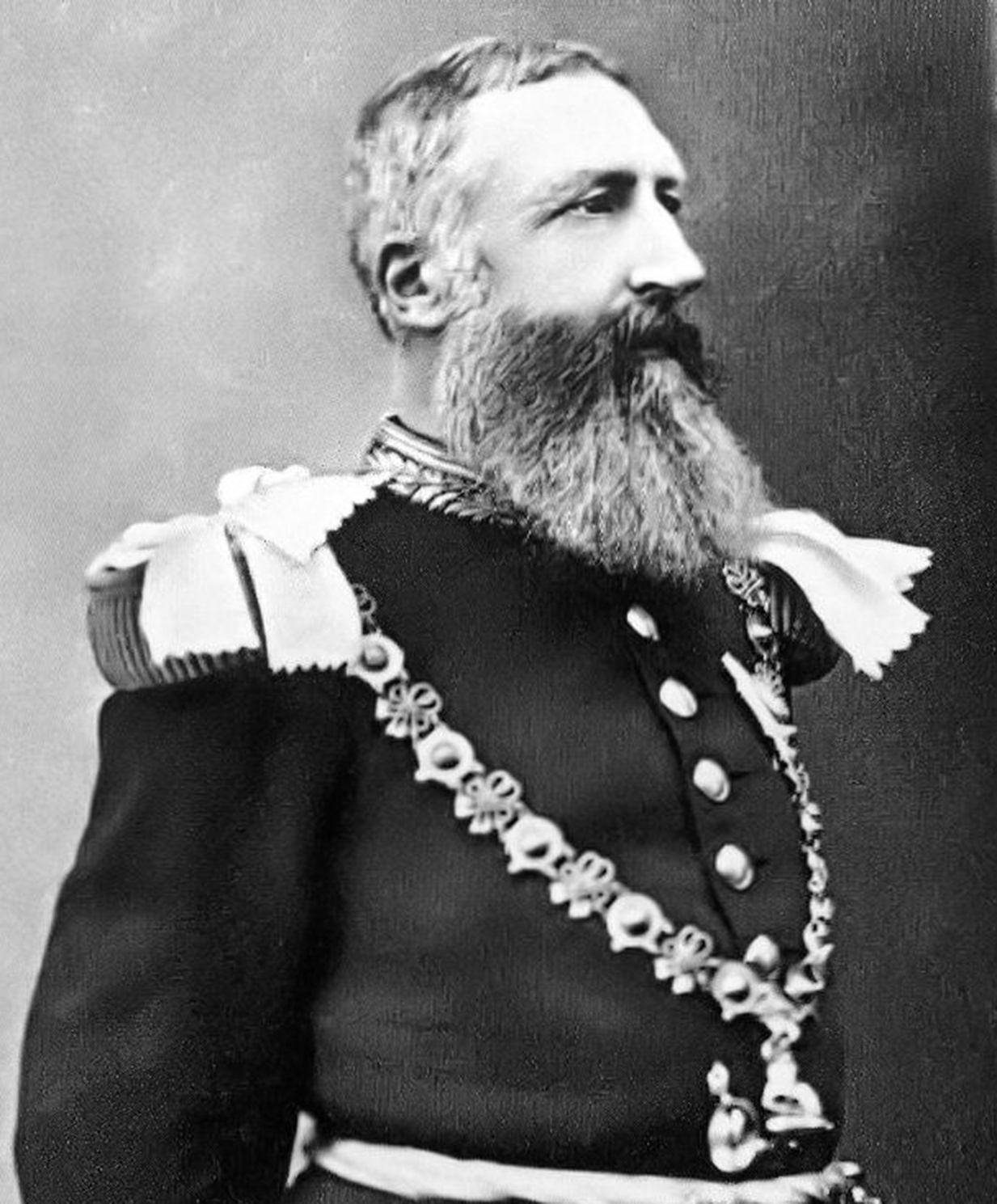
Leopold II. (1835–1909)

- Leopold II. Maximilian (1700–1751), Fürst von Anhalt-Dessau und preußischer General
- Leopold II. von Egloffstein († 1343), Bischof von Bamberg
- Leopold II. von Habsburg (1328–1344), Sohn des Herzogs Otto des Fröhlichen
- Leopold II. von Schönfeld († 1217), Erzbischof von Mainz, Bischof von Worms
- Leopold III. (1073–1136), Markgraf von Ostarrichi (1095–1136)
- Leopold III. (1821–1875), Fürst zur Lippe
- Leopold III. (1901–1983), belgischer Adeliger, König der BelgierLeopold III. (1901–1983)

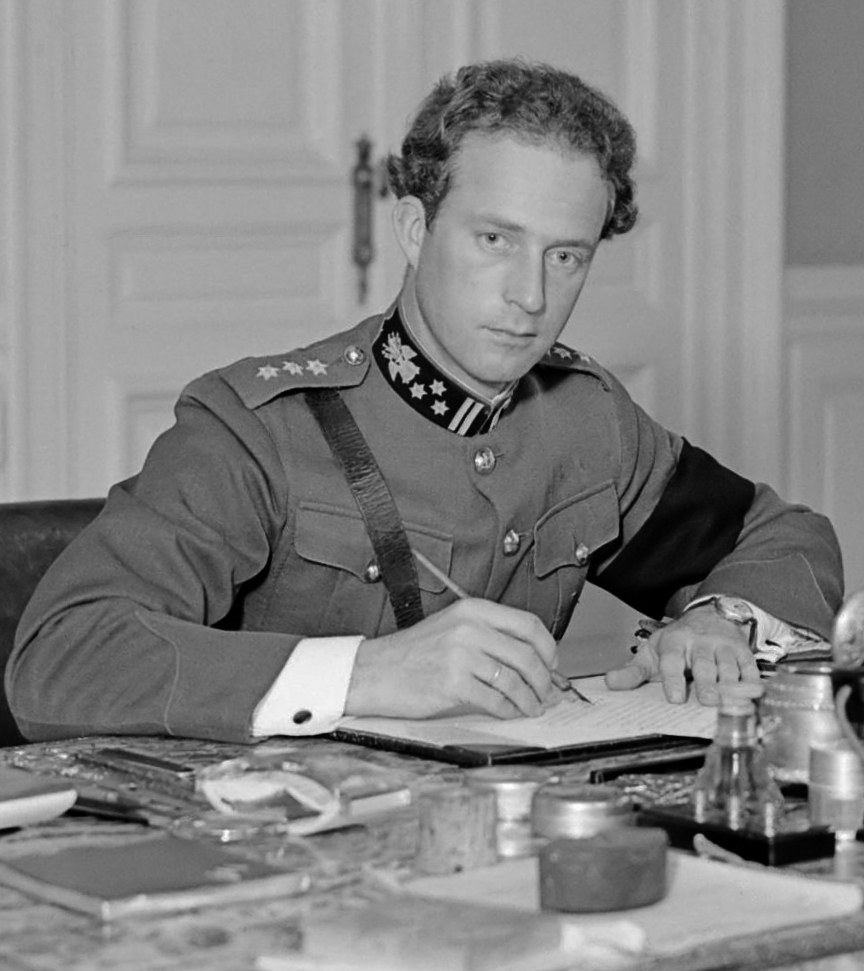
Leopold III. (1901–1983)

- Leopold III. Friedrich Franz (1740–1817), Fürst von Anhalt-Dessau
- Leopold III. von Habsburg (1351–1386), Herzog von Österreich, Steiermark und Kärnten
- Leopold IV. (1871–1949), letzter regierender Fürst von Lippe (1905–1918)
- Leopold IV. Friedrich (1794–1871), Herzog von Anhalt-Dessau
- Leopold IV. von Habsburg (1371–1411), Herzog von Österreich, Senior des Hauses Österreich, Graf von Tirol
- Leopold Johann von Österreich (1716–1716), Erzherzog von Österreich
- Leopold Ludwig (1625–1694), Pfalzgraf von Veldenz (1634–1694)
- Leopold Philipp (1690–1754), Herzog von Arenberg, kaiserlicher Feldmarschall
- Leopold Salvator von Österreich-Toskana (1863–1931), Erzherzog von Österreich
- Leopold V. (1157–1194), Herzog von Österreich und der SteiermarkLeopold V. (1157–1194)

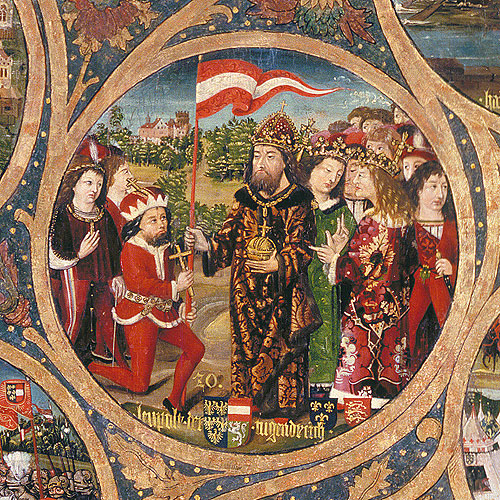
Leopold V. (1157–1194)

- Leopold V. (1586–1632), Erzherzog von Tirol, Bischof von Passau und Straßburg (bis 1625)
- Leopold VI. (1176–1230), Herzog von Österreich und der Steiermark
- Leopold von Anhalt (1855–1886), Erbprinz des Herzogtums Anhalt
- Leopold von Belgien (1859–1869), Herzog von Brabant
- Leopold von Braunschweig-Wolfenbüttel (1752–1785), preußischer Generalmajor
- Leopold von Hessen-Darmstadt (1708–1764), Prinz von Hessen-Darmstadt und kaiserlicher General
- Leopold von Hessen-Homburg (1787–1813), Prinz von Hessen-Homburg
- Leopold von Hohenzollern (1835–1905), Fürst von Hohenzollern, Sohn von Karl Anton Fürst von Hohenzollern
- Leopold von Neapel-Sizilien (1790–1851), Prinz von Salerno
- Leopold von Österreich (1823–1898), österreichischer Erzherzog, General, Admiral
- Leopold von Sachsen-Coburg und Gotha (1824–1884), Prinz von Sachsen-Coburg und Gotha, österreichischer Generalmajor
- Leopold von Sturmberg († 1381), Fürstbischof von Freising (1378–1381)
- Leopold von Wien, österreichischer Gelehrter und Geschichtsschreiber
- Leopold Wilhelm von Baden-Baden (1626–1671), kaiserlicher Feldmarschall
- Leopold Wilhelm von Österreich (1614–1662), Erzherzog, Statthalter der spanischen Niederlande, Bischof, Feldherr und Kunstmäzen
- Leopold, 1. Duke of Albany (1853–1884), britischer Prinz, Duke of AlbanyLeopold, 1. Duke of Albany (1853–1884)

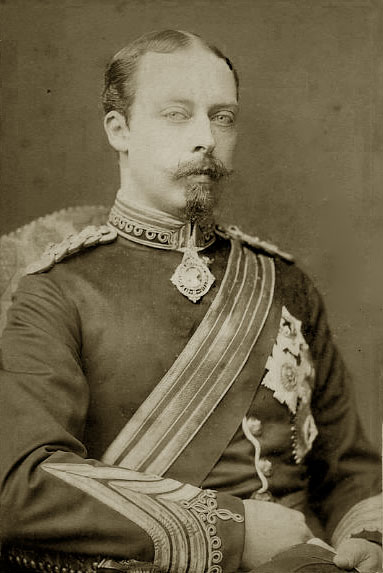
Leopold, 1. Duke of Albany (1853–1884)

- Leopold, Aldo (1887–1948), US-amerikanischer Forstwissenschaftler und Ökologe
- Leopold, Alfred (1852–1933), österreichischer Kurarzt
- Leopold, Anton (1928–2021), österreichischer Schriftsteller, Dichter und Schulbuchautor
- Leopold, Bernadette (* 1997), deutsche Schauspielerin
- Leopold, Bernhard (1879–1962), deutscher Politiker (DNVP), MdR
- Leopold, Bohuslav (1888–1956), tschechischer Komponist, Violinvirtuose und Musikverleger
- Leopold, Carl Gustaf af (1756–1829), schwedischer Dichter und Literat
- Leopold, Christian (1846–1911), deutscher Gynäkologe
- Leopold, Elisabeth (1926–2024), österreichische Kunstsammlerin
- Leopold, Enzo (* 2000), deutscher Fußballspieler
- Leopold, Frank, deutscher Basketballspieler
- Leopold, Franz (1902–1960), österreichischer Politiker (ÖVP), Landtagsabgeordneter im Burgenland
- Leopold, Franz Gert (* 1946), österreichischer Notar
- Leopold, Franz Joseph (1783–1832), deutscher Kupferstecher, Zeichner und Zeichenlehrer, Radierer, Maler und Porträtist
- Leopold, Friedrich (1795–1875), deutscher lutherischer Theologe, Konsistorialrat und Generalsuperintendent der Generaldiözese Hoya-Diepholz
- Leopold, Georg (1920–2004), deutscher Schauspieler, Regisseur und Intendant
- Leopold, Gerd (* 1958), deutscher Mittel- und Langstreckenläufer und Bobtrainer
- Leopold, Gerda (* 1959), österreichische Filmemacherin und Malerin
- Leopold, Gottlieb Heinrich Friedrich (1765–1842), deutscher Pädagoge und evangelischer Pfarrer
- Leopold, Hans (* 1886), deutscher Reichsgerichtsrat
- Leopold, Heinrich (1937–2005), österreichischer Jurist und Schriftsteller
- Leopold, Johann Christian (1699–1755), deutscher Kupferstecher und Verleger in Augsburg
- Leopold, Jordan (* 1980), US-amerikanischer Eishockeyspieler
- Leopold, Josef (1889–1941), österreichischer Politiker (NSDAP), MdR, Landtagsabgeordneter, Gauleiter und Landesleiter der NSDAP in ÖsterreichJosef Leopold (1889–1941)

Josef Leopold (1889–1941)

- Leopold, Joseph (1810–1868), deutscher Raubmörder
- Leopold, Joseph Friedrich (1668–1727), deutscher Kupferstecher und Verleger in Augsburg
- Leopold, Juliane (* 1983), deutsche Journalistin
- Leopold, Kim (* 1992), deutsche Schriftstellerin, Grafikdesignerin und Podcasterin
- Leopold, Luna Bergere (1915–2006), US-amerikanischer Geologe
- Léopold, Marcel (1902–1957), Schweizer Waffenhändler
- Leopold, Michael (* 1971), deutscher Sportmoderator und Kommentator
- Leopold, Nadine (* 1994), österreichisches Model
- Leopold, Nanouk (* 1968), niederländische Filmregisseurin und Drehbuchautorin
- Leopold, Nathan (1904–1971), US-amerikanischer Mörder
- Leopold, Noam (* 2002), Schweizer Handballspieler
- Leopold, Otto (1901–1975), deutscher Politiker (KPD/SED)
- Leopold, Paul-Friedrich (* 1956), deutscher Politiker (CDU), MdL Mecklenburg-Vorpommern
- Leopold, Richard (1873–1929), deutscher Schauspieler und Komiker
- Leopold, Richard (1909–1997), deutscher Gewichtheber
- Leopold, Rudolf (1894–1986), deutscher Komponist im Schach
- Leopold, Rudolf (1925–2010), österreichischer Kunstsammler und Museumsdirektor
- Leopold, Silke (* 1948), deutsche Musikwissenschaftlerin
- Leopold, Walter (1894–1953), deutscher Buchbindermeister und Unternehmer
- Leopold-Wildburger, Ulrike (* 1949), österreichische Wirtschaftsmathematikerin
- Leopolder, August (1905–2006), deutscher Pianist und Klavierpädagoge
- Léopoldès, Daniel (* 1960), französischer Fußballspieler
- Leopoldi, Ferdinand (1886–1944), österreichischer Pianist, Komponist und Kabarettmanager
- Leopoldi, Hermann (1888–1959), österreichischer Komponist, Kabarettist und Klavierhumorist
- Leopoldi, Leopold (1860–1933), österreichischer Pianist und Violinist
- Leopoldina von Brasilien (1847–1871), Prinzessin von BrasilienLeopoldina von Brasilien (1847–1871)

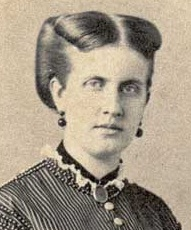
Leopoldina von Brasilien (1847–1871)

- Leopoldine Eleonore von der Pfalz (1679–1693), Kurfürstin von Bayern
- Leopoldine Marie von Anhalt-Dessau (1716–1782), Prinzessin von Anhalt-Dessau, durch Heirat Markgräfin von Brandenburg-Schwedt
- Leopoldine von Baden (1837–1903), Prinzessin von Baden, durch Heirat Fürstin zu Hohenlohe-Langenburg
- Leopoldo de Alpandeire (1864–1956), spanischer Kapuziner, Seliger
- Leopoldseder, Hannes (1940–2021), österreichischer Rundfunkjournalist und -intendant
- Leopoldseder, Norbert (* 1949), deutscher Fußballspieler
- Leopoldt, Heinrich-Wolfgang (1927–2011), deutscher Mathematiker
- Leopolita, Marcin († 1589), polnischer Komponist
- Leopolski, Wilhelm (1828–1892), polnischer Maler
- Leoprechting, Hubert von (1897–1940), deutscher Separatist, Agent, Hochstapler und Publizist
- Leoprechting, Johann Paul von (1594–1672), Domherr und Domkapitular in Regensburg
- Leoprechting, Karl von (1818–1864), deutscher Sagenforscher
- Leoprechting, Rainhardt von (* 1950), deutscher Manager
- Leoprechtinger, Bernhard († 1473), Stiftspropst von Berchtesgaden

### Leos
- Leos, Devan (* 1998), US-amerikanischer Schauspieler
- Leoson, Markus (* 1970), schwedischer Schlagzeuger, Cimbalomspieler und Pädagoge
- Leosthenes († 361 v. Chr.), griechischer Admiral
- Leosthenes († 323 v. Chr.), griechischer Feldherr

### Leot
- Léotard, Christophe, französischer Schachspieler
- Léotard, François (1942–2023), französischer Politiker, Mitglied der Nationalversammlung
- Léotard, Jules (1838–1870), französischer Artist und Erfinder eines Kleidungsstücks
- Léotard, Philippe (1940–2001), französischer Schauspieler und SängerPhilippe Léotard (1940–2001)

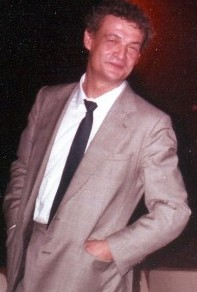
Philippe Léotard (1940–2001)

- Leotlela, Tlotliso (* 1998), südafrikanischer Leichtathlet
- Leotsakos, Giorgos (1935–2024), griechischer Musikwissenschaftler und -kritiker
- Leotta, Diletta (* 1991), italienische FernsehmoderatorinDiletta Leotta (* 1991)

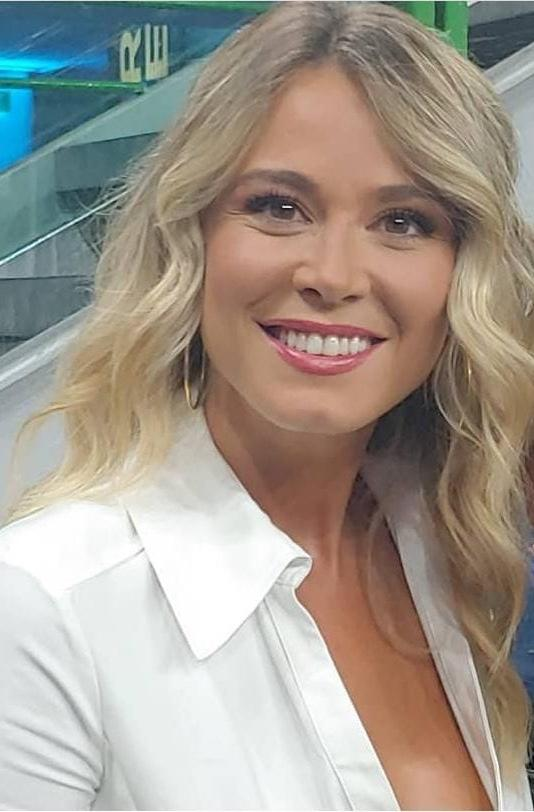
Diletta Leotta (* 1991)

- Leotychidas II., König von Sparta

### Leov
- Leová, Monika (* 1991), tschechische Fernsehmoderatorin und Fotomodell
- Leovac, Ivan (* 1998), kroatischer Fußballspieler
- Leovac, Marin (* 1988), österreichisch-kroatischer Fußballspieler
- Leövey, Klára (1821–1897), ungarische Pädagogin, Schriftstellerin und Journalistin
- Leovigild († 586), westgotischer König in Spanien

### Leow
- Leow, Ivan (1982–2022), malaysischer Pokerspieler
- Leow, Julian Beng Kim (* 1964), malaysischer Geistlicher, römisch-katholischer Erzbischof von Kuala Lumpur
- Leow, Willy (1887–1937), deutscher Handwerker und Politiker (KPD), MdR
- Leowald, Georg († 1969), deutscher Architekt und Möbelgestalter
- Leowald, Leo (* 1967), deutscher Comiczeichner

### Leoz
- Leoz, Galo (1879–1990), spanischer Augenarzt
- Leoz, Nicolás (1928–2019), paraguayischer Fußballfunktionär
- Leozinho (* 1985), brasilianischer Fußballspieler